# Jarmark Jagielloński w Lublinie
Festiwal Re:tradycja – Jarmark Jagielloński – sierpniowy festiwal sztuki i kultury ludowej odbywający się w Lublinie od 2007. Program wydarzenia skupiony jest wokół kultury ludowej krajów Europy Środkowo-Wschodniej, jak i twórczych nawiązań do niej. To rzemiosło tradycyjne, sztuka ludowa, muzyka prezentowana na dużych scenach, potańcówkach oraz ulicach miasta, dawne gry i zabawy, warsztaty, spektakle, pokazy kinowe i spotkania.

## Jarmarki lubelskie
Historia Lublina jest związana z jarmarkami, których początek sięgał XIV wieku. Wówczas szlak handlowy przebiegający przez Lublin sprowadzał do miasta handlarzy z innych krajów. Lublin był wówczas głównym ośrodkiem handlu, m.in.: węgierskim winem oraz zbożem i wołami z terenów Ukrainy i Wołynia. Wraz z rozwojem handlu powstawało coraz więcej warsztatów rzemieślniczych i składów kupieckich, takich jak kramy, jatki, młyny i kuźnie. Wszystko to doprowadziło do szybkiego ekonomicznego rozwoju Lublina i regionu.

## Historia Festiwalu Re:tradycja – Jarmark Jagielloński
W ciągu kilkunastu lat istnienia, festiwal stał się przestrzenią, w której prezentowane są przede wszystkim kultura tradycyjna, wywodząca się ze wsi oraz kultura nią inspirowana i w sposób świadomy oraz wyrażający szacunek adaptująca treści tradycyjne. Dla organizatorów niezwykle istotna jest relacja mistrz – uczeń, nawiązywana podczas licznych warsztatów rzemiosła, śpiewu, tańca czy gry na instrumentach.
Do Lublina przyjeżdżają artyści, rzemieślnicy i mistrzowie ze Słowacji, Węgier, Ukrainy, Litwy i Białorusi. To osoby kultywujące tradycje rodzinne i regionalne, zajmujące się sztuką ludową.
Jarmark Jagielloński został uznany za jedną z największych międzynarodowych atrakcji turystycznych w Polsce. Według obliczeń organizatorów, w 2007, przez Jarmark Jagielloński w Lublinie przewinęło się ponad 100 tysięcy odwiedzających.
W maju 2009 organizatorzy Jarmarku zdobyli główną nagrodę w konkursie „Polska Pięknieje. 7 Cudów Funduszy Europejskich” w kategorii „Turystyka transgraniczna i międzynarodowa”. Konkurs ma na celu promowanie wydarzeń i atrakcji turystycznych realizowanych za pomocą funduszy europejskich.
Jarmark Jagielloński w Lublinie znalazł się także na 8 miejscu w rankingu 10 najlepszych kulturalnych imprez masowych w kraju, który opublikowany został w magazynie „Atrakcje”. Lubelski Jarmark wymieniono obok takich wydarzeń jak Jarmark św. Dominika w Gdańsku, Przystanek Woodstock czy Sylwester we Wrocławiu i Krakowie.
W 2020 pandemia COVID-19 wpłynęła na kształt programowy festiwalu. Niemożliwe było między innymi zaproszenie artystów, twórców ludowych i rzemieślników z zagranicy. Zmniejszona została liczba zaproszonych twórców ludowych uczestniczących w Jarmarku Rzemieślniczym. Zrezygnowano z realizacji potańcówek, pokazów i punktów programu skupiających w jednym miejscu dużą liczbę osób.

### Zmiana nazwy Festiwalu[6]
Od początku swojego istnienia Festiwal stopniowo ewaluował i zmieniał swoją formułę. Organizatorzy dodawali nowe punkty programu, z innych zaś rezygnowali. W 2022 wydarzenie zmieniło oficjalnie nazwę na Re:tradycja – Jarmark Jagielloński. Obecna formuła prezentowana publiczności zawiera w sobie ideę łączenia czasów, światów i funkcji. Mistrzowie i mistrzynie starszego pokolenia, którzy od pokoleń kultywują tradycję ludową, spotykają się ze znanymi artystami, by wspólnie koncertować, tworzyć wystawy czy prowadzić dyskusje na tematy związane tradycją. Nazwa Jarmark Jagielloński nie znika jednak całkowicie. Pod tym szyldem odbywają się znane wszystkim targi rzemiosła ludowego.   

## Nagrody
- 2023 – Nominacja w konkursie Gazety Wyborczej „Strzały 2022” dla Festiwalu Re:tradycja – Jarmark Jagielloński
- 2018 – Nominacja w konkursie Gazety Wyborczej „Strzały kultury” za koncert re:tradycja[7]
- 2017 – Medal 700-lecia Miasta Lublin dla Karoliny Waszczuk, dyrektora festiwalu[8]
- 2016 – Nominacja w konkursie na Najlepszy Produkt Turystyczny Roku 2016[8]
- 2015-2016 – Certyfikat EFFE (Europe for Festivals, Festivals for Europe) – międzynarodowej platformy, jednoczącej istotne dla kultury europejskiej festiwale, wyróżniające się wysoką wartością artystyczną[9]
- 2010 – Wyróżnienie w konkursie na najciekawsze wydarzenie folklorystyczne w Polsce „Ludowy Oskar” w kategorii: festiwale, koncerty, imprezy plenerowe[10]
- 2009 – Certyfikat Polskiej Organizacji Turystycznej – Turystyczny Produkt Roku 2009[11]
- 2009 – Główna nagroda w konkursie Ministerstwa Rozwoju Regionalnego „Polska pięknieje – 7 cudów Funduszy Europejskich” w kategorii „Turystyka transgraniczna i międzynarodowa”[12]
- 2008 – Tytuł „Perełka Lubelszczyzny” przyznawany przez Urząd Marszałkowski Województwa Lubelskiego przedsięwzięciom, które istotnie wpływają na zwiększenie atrakcyjności Województwa Lubelskiego[13]

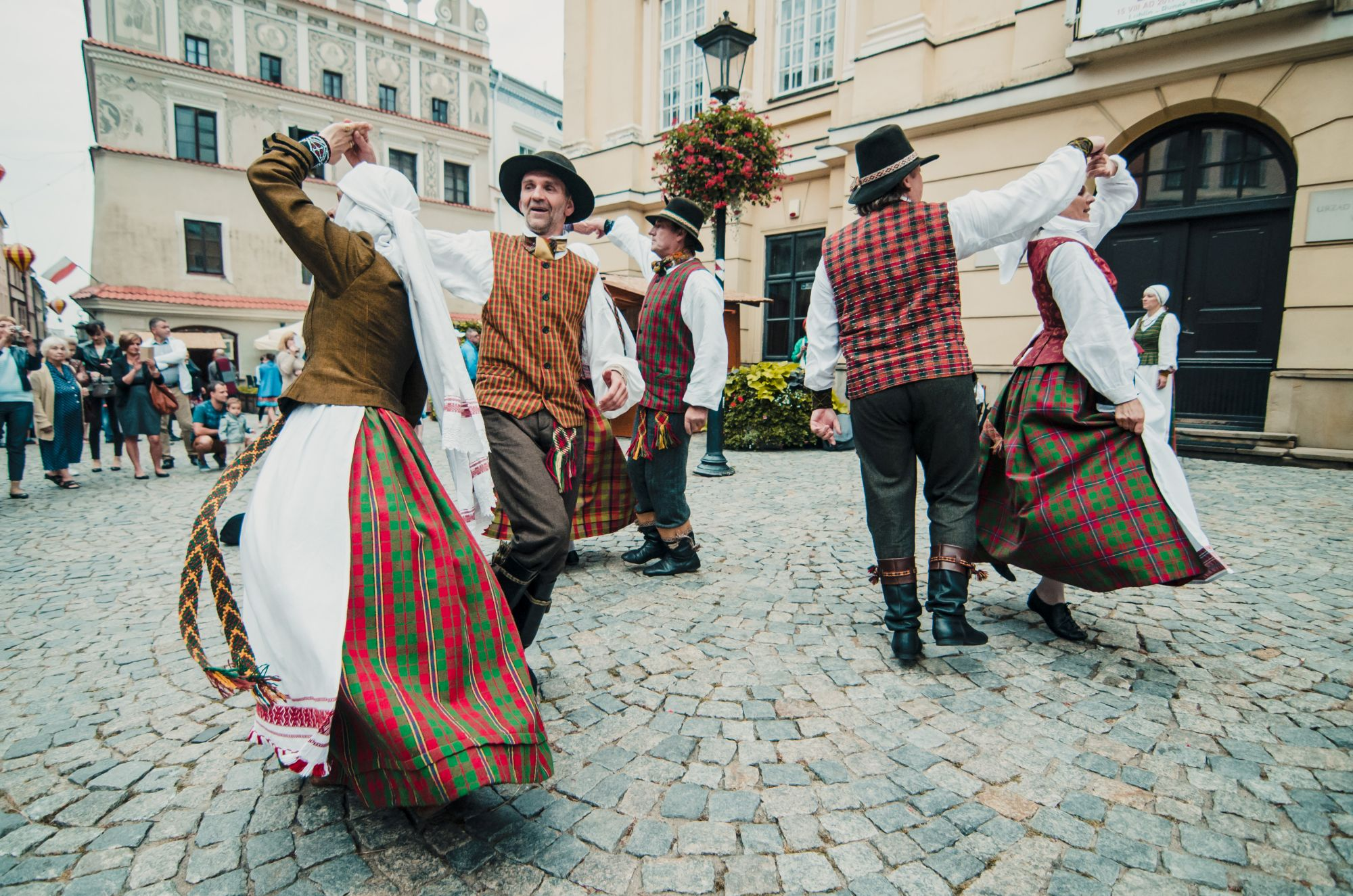
Muzyka i taniec tradycyjny podczas Festiwalu Re:tradycja, fot. Jakub Bodys

## Program Festiwalu Re:tradycja – Jarmark Jagielloński
Jarmark rękodzielniczy – Jarmark Jagielloński

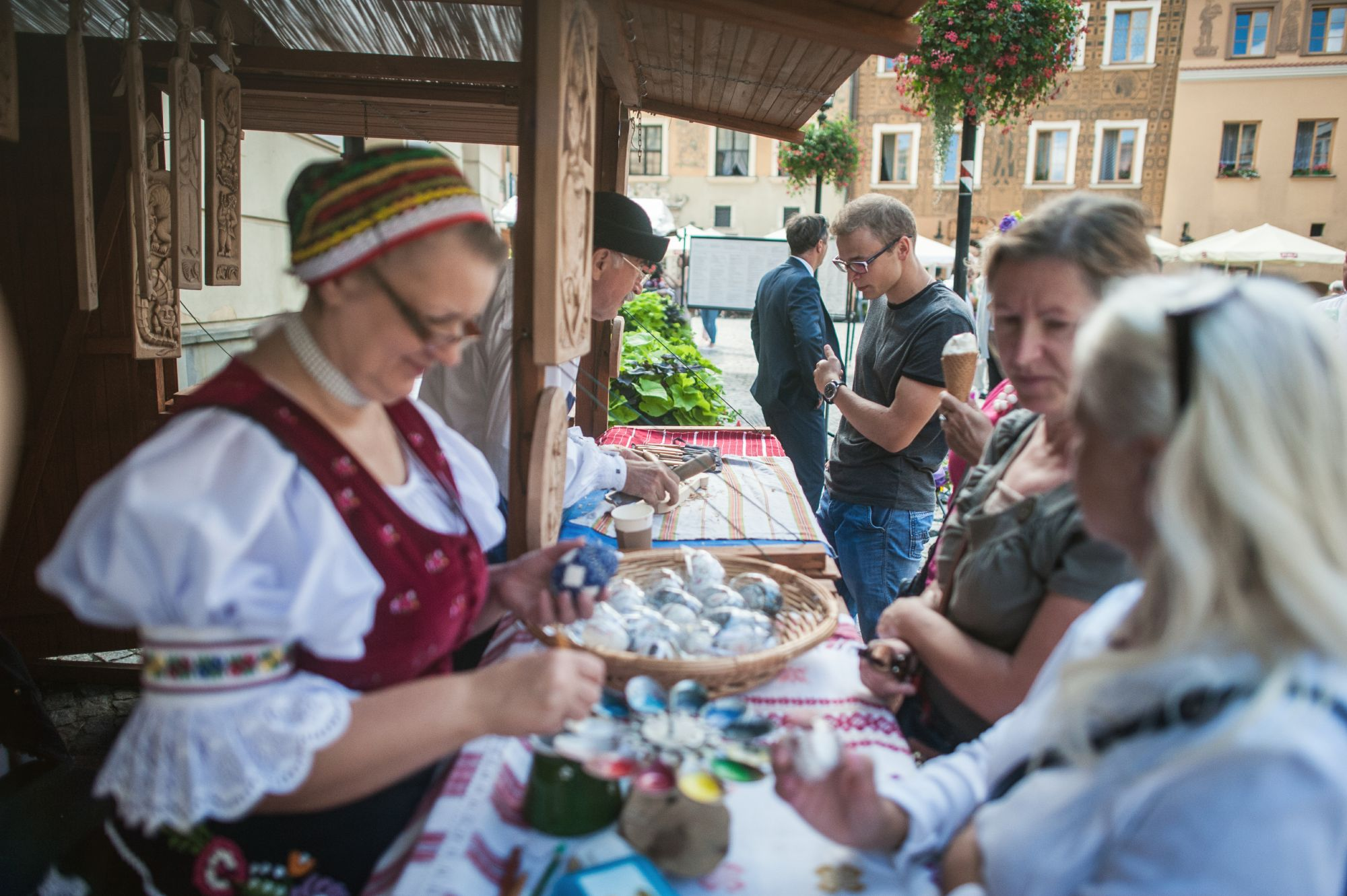
Tradycyjne rzemiosło na Jarmarku Jagiellońskim, fot. Marcin Pietrusza

W ramach tego modułu twórcy ludowi prezentują rzemiosło poprzez ekspozycję wyrobów rękodzielniczych na straganach rozstawionych na terenie Starego Miasta. W Jarmarku co roku bierze udział ok. 250 twórców tradycyjnych, głównie z Polski, Ukrainy, Białorusi i Litwy sprzedających i pokazując swoje wyroby przez wszystkie dni imprezy. Prowadzona selekcja zgłoszeń do udziału w jarmarku pozwala na przyjęcie wyłącznie autentycznych twórców. Osoby biorące udział w Jarmarku często są stypendystami Ministra Kultury i Dziedzictwa Narodowego, to członkowie Stowarzyszenia Twórców Ludowych, stowarzyszeń regionalnych, stowarzyszeń ginących zawodów. Ich prace znajdują się w kolekcjach krajowych, zagranicznych, muzealnych, w galeriach. Na straganach można znaleźć m.in. wyszywane soroczki, garncarstwo łążkowskie, bolimowskie, huculskie, siwaki, ceramikę bolesławiecką, rzeźbę ludową ciosaną siekierą, wykonywaną dłutem, rzeźbę w glinie, malarstwo ludowe na szkle i na płótnie, ikony, wyroby kowali, wikliniarzy, plecionkarzy. Różnorodność wyrobów pozwala dostrzec różnice i podobieństwa pomiędzy poszczególnymi regionami etnograficznymi Polski, Ukrainy, Białorusi. Można zobaczyć i porównywać wzory łowickie, krzczonowskie, opoczyńskie, huculskie, jedne kwieciste i barwne, inne geometryczne i oparte na kolorze czerwieni; koronkę klockową, szydełkową, frywolitkę.
Warsztaty i pokazy rzemiosła

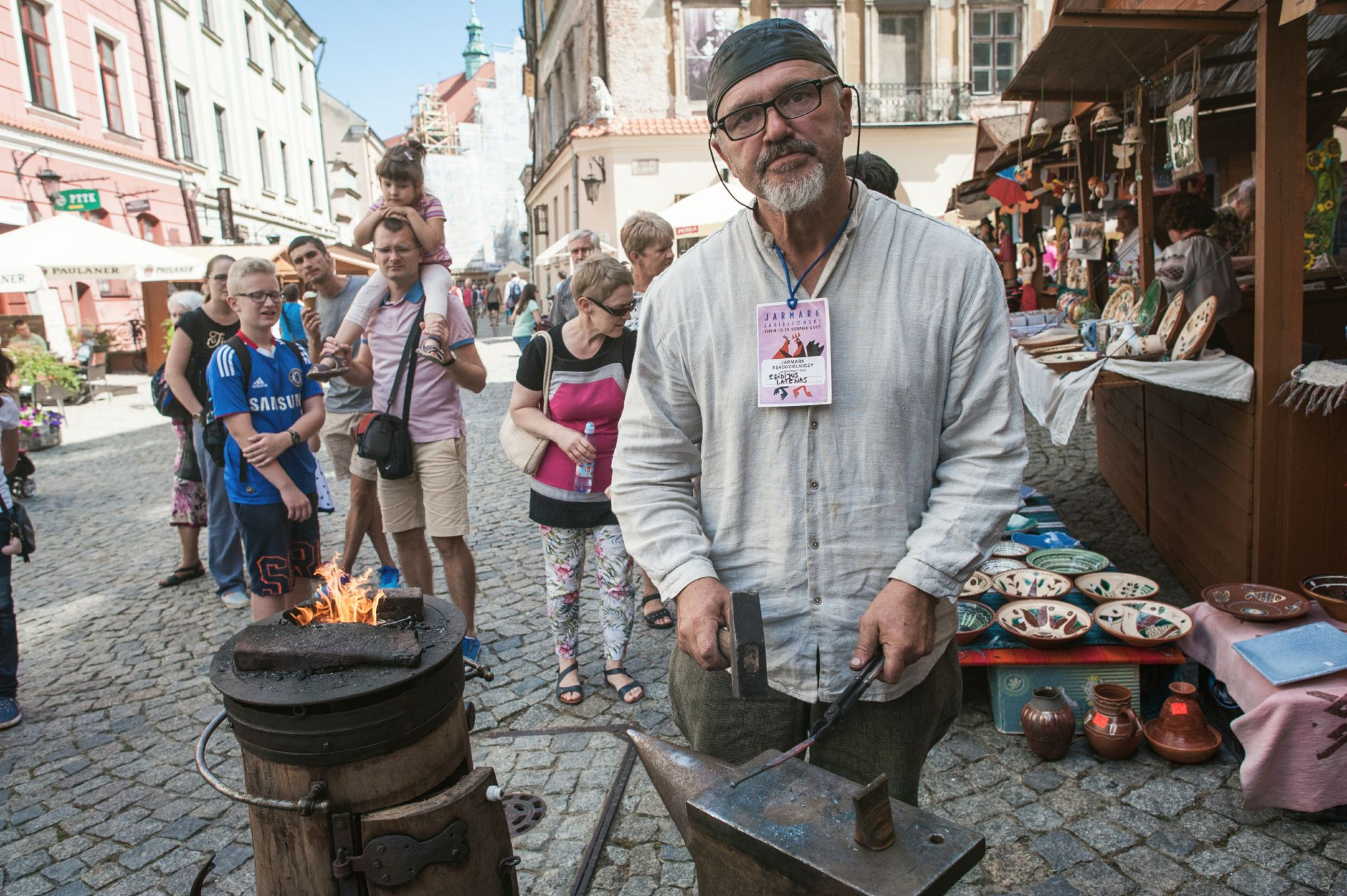
Pokazy rzemiosła na Jarmarku Jagiellońskim, fot. Marcin Pietrusza

Przez wszystkie dni festiwalu prowadzone są otwarte bezpłatne pokazy i warsztaty technik rzemieślniczych, tak aby umożliwić uczestnikom i publiczności zapoznanie się z metodami wyrobu, naukę i uczestnictwo w procesie twórczym. Do tej pory prowadzone były m.in. warsztaty malowania na szkle, garncarskie, tkackie, sitarskie, plastyki obrzędowej czy plecionkarskie – wyplatania ze słomy, wikliny i siana różnego rodzaju przedmiotów użytkowych oraz takich, które pełnią jedynie funkcję dekoracyjną, i wiele innych. Co roku możemy oglądać prezentację dawnych technik drzeworytniczych oraz wykonywania pieczęci. Pokazywane są m.in. zrekonstruowane tłoki pieczętne i ich odciski, a także repliki drzeworytów i reprinty starodruków. Na pokazach drukuje się również teksty średniowiecznych dokumentów, aby dotarły do współczesnego odbiorcy. Można się także z bliska przyglądać pracy kowali z Polski i Ukrainy, a także całemu średniowiecznemu „procesowi” menniczemu, na który składa się rozgrzewanie metalu, kucie, rozklepywanie na blachę, wycinanie krążków i wreszcie wybijanie monet – każdy może spróbować wybić swoją własną monetę.
Od 2009 w ramach wydarzenia prowadzone są Letnie Szkoły Rzemiosła Tradycyjnego.
Muzyka
W trakcie festiwalu kapele ludowe grają na scenie, potańcówkach i przygrywają na ulicach Starego Miasta w Lublinie. Festiwal od 2016 ma w programie koncertową produkcję specjalną pod nazwą re:tradycja. Do udziału w koncercie zapraszani są twórcy znani z polskiej sceny muzycznej i mistrzowie śpiewu i muzyki tradycyjnej. Podczas festiwalu grają na jednej scenie i prezentują wspólny program artystyczny.

## Edycje Re:tradycji – Jarmarku Jagiellońskiego[18]
| Rok  | Data           | Rodzaj wydarzenia                                    | Wydarzenie |
| ---- | -------------- | ---------------------------------------------------- | --- |
| 2024 | 23-25 sierpnia | Temat przewodni: śpiew tradycyjny                    | Temat przewodni: śpiew tradycyjny |
| 2024 | 23-25 sierpnia | re:tradycja - koncert, produkcja specialna festiwalu | Lumpeks [FRA/POL], Maria Stępień [POL], Ewa Grochowska [POL], Filip Majerowski [POL], Piotr Gwadera [POL] |
| 2024 | 23-25 sierpnia | Koncerty                                             | Katarina Barruk [SÁ/NOR/SWE] |
| 2024 | 23-25 sierpnia | Koncerty                                             | Barrut [FRA] |
| 2024 | 23-25 sierpnia | Koncerty                                             | Duo Ruut [EST] |
| 2024 | 23-25 sierpnia | Koncerty                                             | Duality [POL] |
| 2024 | 23-25 sierpnia | Koncerty                                             | Drëszë [POL] |
| 2024 | 23-25 sierpnia | Potańcówki                                           | Orkiestra Podróżniacy [POL], Kapela Dobrzeliniacy [POL], Kapela Fedaków[POL], Kapela Bornego[POL] |
| 2024 | 23-25 sierpnia | Potańcówki                                           | Kapela Józefa Wyrwińskiego [POL] Chłopcy z Nowoszyszek [POL] HrayBery/ГрайБери [POL/UKR] |
| 2024 | 23-25 sierpnia | Wystawy                                              | Od narodzin aż po śmierć. Fotografie Franciszka Lepicha z Oleszki |
| 2024 | 23-25 sierpnia | Wystawy                                              | Między światami – rzeźbiarskie narracje Bogumiły Leśniak - wydarzenie towarzyszące |
| 2024 | 23-25 sierpnia | Wystawy                                              | Taśmoteka ludowa Pracowni Etnolingwistycznej im. Jerzego Bartmińskiego |
| 2024 | 23-25 sierpnia | Spetakle, widowiska                                  | Spektakl \| Matecznik - Teatr Łątek \| PJM |
| 2024 | 23-25 sierpnia | Spetakle, widowiska                                  | Spektakl \| Pieśń Rzeki - Teatr Łątek \| PJM |
| 2024 | 23-25 sierpnia | Spotkania                                            | Franciszek Lepich, fotograf z Oleszki \| Projekcja filmu i spotkanie z kuratorką projektu, Magdaleną Górniak-Bardzik \| PJM |
| 2024 | 23-25 sierpnia | Spotkania                                            | Jaś koniki poił, Kasia wodę brała – o czym naprawdę są pieśni ludowe? |
| 2024 | 23-25 sierpnia | Spotkania                                            | Szlakiem reemigrantów \| Joanna Skowrońska \| Letnia Szkoła Tradycji |
| 2024 | 23-25 sierpnia | Spotkania                                            | O pieśniach nowiniarskich słów kilka \| Piotr Wawrzkiewicz \| Letnia Szkoła Tradycji |
| 2024 | 23-25 sierpnia | Inne                                                 | Jarmark Jagielloński (dawna nazwa: Rzemieślniczy) |
| 2024 | 23-25 sierpnia | Inne                                                 | Podwórko Re:tradycji |
| 2024 | 23-25 sierpnia | Inne                                                 | Atelier fotograficzne Romana Krawczenki |
| 2024 | 23-25 sierpnia | Inne                                                 | Letnia Szkoła Tradycji |
| 2024 | 23-25 sierpnia | Inne                                                 | Pająk - instalacja |
| 2023 | 18–20 sierpnia | Temat przewodni: obróbka drewna                      | Temat przewodni: obróbka drewna |
| 2023 | 18–20 sierpnia | re:tradycja – koncert, produkcja specjalna festiwalu | Poleski Skład Smyczkowy [POL], Polesie_PL [POL], Atanas Valkov [POL] i Jagoda Valkov [POL] |
| 2023 | 18–20 sierpnia | Koncerty                                             | Puuluup [EST] |
| 2023 | 18–20 sierpnia | Koncerty                                             | Wernyhora [POL] |
| 2023 | 18–20 sierpnia | Koncerty                                             | Odpoczno[POL] |
| 2023 | 18–20 sierpnia | Potańcówki                                           | Hajda Banda / Гайда Банда [POL], Janusz Prusinowski Trio [POL] + Goście |
| 2023 | 18–20 sierpnia | Potańcówki                                           | Orkiestra Jarmarku Jagiellońskiego [POL], Cmolaskie Chłopoki [POL], Kapela Batareja [POL] |
| 2023 | 18–20 sierpnia | Wystawy                                              | Tradycyjna architektura drewniana Lubelszczyzny – wystawa fotografii ze zbiorów Muzeum Narodowego w Lublinie |
| 2023 | 18–20 sierpnia | Wystawy                                              | #ZnajdźRzemieslnika – Antoni Małek |
| 2023 | 18–20 sierpnia | Wystawy                                              | Drzeworyt – dialog z tradycją \| Wystawa drzeworytów i linorytów Pracowni Kraska |
| 2023 | 18–20 sierpnia | Spektakle, widowiska, inscenizacje                   | Teatr Echa – Rękawiczka |
| 2023 | 18–20 sierpnia | Spektakle, widowiska, inscenizacje                   | Popieluszka |
| 2023 | 18–20 sierpnia | Kino                                                 | "#ZnajdźRzemieślnika - Antoni Małek", reż. Mateusz Borny, Warsztaty Kultury 2023 r. |
| 2023 | 18–20 sierpnia | Kino                                                 | "Ziemia", reż Zuzanna Solakiewicz, 2022 r. |
| 2023 | 18–20 sierpnia | Inne                                                 | Jarmark Jagielloński (dawna nazwa: Rzemieślniczy) |
| 2023 | 18–20 sierpnia | Inne                                                 | Podwórko Re:tradycji |
| 2023 | 18–20 sierpnia | Inne                                                 | Atelier fotograficzne Romana Krawczenki |
| 2023 | 18–20 sierpnia | Inne                                                 | Letnia Szkoła Tradycji |
| 2022 | 19–21 sierpnia | Temat przewodni: biżuteria                           | Temat przewodni: biżuteria |
| 2022 | 19–21 sierpnia | re:tradycja – koncert, produkcja specjalna festiwalu | Maniucha Bikont, Daria Butskaya, Julita Charytomiuk, Michał Felter, Wiera Niczyporuk, Nasta Niakrasava, Miłosz Pękala, Tetiana Sopiłka, Wojciech Traczyk, Bartosz Weber, Anna Zaczykiewicz                                                                                          |
| 2022 | 19–21 sierpnia | re:tradycja – koncert, produkcja specjalna festiwalu | Męski Zespół Muzyki Cerkiewnej „Katapetasma” |
| 2022 | 19–21 sierpnia | Koncerty                                             | US Orchestra \| UKR |
| 2022 | 19–21 sierpnia | Koncerty                                             | Zawierucha \| POL |
| 2022 | 19–21 sierpnia | Koncerty                                             | Pauanne \| FIN |
| 2022 | 19–21 sierpnia | Koncerty                                             | Light in Babylon \| TUR/FRA/ISR |
| 2022 | 19–21 sierpnia | Koncerty                                             | Fanfara Station \| TUN/USA/ITA |
| 2022 | 19–21 sierpnia | Koncerty                                             | Ævestaden \| NOR/SWE |
| 2022 | 19–21 sierpnia | Potańcówka                                           | Orkiestra Jarmarku Jagiellońskiego \| POL |
| 2022 | 19–21 sierpnia | Potańcówka                                           | Kapela Romana Wojciechowskiego \| POL |
| 2022 | 19–21 sierpnia | Potańcówka                                           | Kapela Napięcie \| POL |
| 2022 | 19–21 sierpnia | Potańcówka                                           | Kapela Kapela Odloty \| POL |
| 2022 | 19–21 sierpnia | Wystawy                                              | UKRAINIAN NAÏVE. IVAN PRYKHODKO |
| 2022 | 19–21 sierpnia | Wystawy                                              | Ukraina i Ukraińcy \| Narodowe Centrum Kultury Ludowej – Muzeum Ivana Honchara, Kijów |
| 2022 | 19–21 sierpnia | Kino                                                 | Ukraina – czy pożegnanie z tradycją? Pokaz dokumentacji filmowej z badań terenowych w Ukrainie\| reż. Andrzej Bieńkowski |
| 2022 | 19–21 sierpnia | Kino                                                 | Ivan’s Land (Ziemia Iwana) \| reż. Andrii Lysetskyi |
| 2022 | 19–21 sierpnia | Spektakle, widowiska i inscenizacje                  | Dawne zabawki ludowe w Polsce |
| 2022 | 19–21 sierpnia | Spektakle, widowiska i inscenizacje                  | Igraszki z Dropsem |
| 2022 | 19–21 sierpnia | Spektakle, widowiska i inscenizacje                  | O Kogutku, co umiał działać do skutku |
| 2022 | 19–21 sierpnia | Inne                                                 | Jarmark Jagielloński (dawna nazwa: Rzemieślniczy) |
| 2022 | 19–21 sierpnia | Inne                                                 | Podwórko Re:tradycji |
| 2022 | 19–21 sierpnia | Inne                                                 | Atelier fotograficzne Romana Krawczenki |
| 2022 | 19–21 sierpnia | Inne                                                 | Letnia Szkoła Tradycji |
| 2022 | 19–21 sierpnia | Inne                                                 | Pająk – instalacja |
| 2022 | 19–21 sierpnia | Inne                                                 | „A ja jestem kwiatem mojej matki” – spotkanie o tradycyjnej biżuterii ukraińskiej z Hanna Yarovenko |
| 2021 | 20–22 sierpnia | Temat przewodni: instrumenty tradycyjne              | Temat przewodni: instrumenty tradycyjne |
| 2021 | 20–22 sierpnia | re:tradycja – koncert, produkcja specjalna festiwalu | Maria Bienias |
| 2021 | 20–22 sierpnia | re:tradycja – koncert, produkcja specjalna festiwalu | Micromusic |
| 2021 | 20–22 sierpnia | re:tradycja – koncert, produkcja specjalna festiwalu | Maja Kleszcz, Zuzanna Malisz i Kacper Malisz |
| 2021 | 20–22 sierpnia | re:tradycja – koncert, produkcja specjalna festiwalu | Wiesława Gromadzka z wnuczką Moniką Maciejczak |
| 2021 | 20–22 sierpnia | re:tradycja – koncert, produkcja specjalna festiwalu | Katarzyna Zedel |
| 2021 | 20–22 sierpnia | re:tradycja – koncert, produkcja specjalna festiwalu | Agnieszka Obszańska |
| 2021 | 20–22 sierpnia | Koncerty                                             | Kapela Niwińskich |
| 2021 | 20–22 sierpnia | Koncerty                                             | Prawdziwie Polskie Techno |
| 2021 | 20–22 sierpnia | Koncerty                                             | Fanfara Avantura |
| 2021 | 20–22 sierpnia | Koncerty                                             | Małe Instrumenty |
| 2021 | 20–22 sierpnia | Koncerty                                             | Marcin Sudziński (NoBody) i Ewa Grochowska, Apifonia / Matki i córki |
| 2021 | 20–22 sierpnia | Koncerty                                             | Paweł Szamburski – Uroboros i niewte – Osmętnica electronica |
| 2021 | 20–22 sierpnia | Wystawy                                              | Głos Kobiet w tradycji |
| 2021 | 20–22 sierpnia | Wystawy                                              | „Kobiety w fotografiach Artura Pastora |
| 2021 | 20–22 sierpnia | Wystawy                                              | Z czułością – w zaciszu pracowni twórców instrumentów. Wystawa zdjęć Doroty i Piotra Piszczatowskich |
| 2021 | 20–22 sierpnia | Wystawy                                              | „Druga strona” Justyny Sokołowskiej |
| 2021 | 20–22 sierpnia | Kino                                                 | „Święci nie chcą mówić do mnie” |
| 2021 | 20–22 sierpnia | Kino                                                 | „Kalwaria Marii Wnęk” |
| 2021 | 20–22 sierpnia | Kino                                                 | „Agonia” |
| 2021 | 20–22 sierpnia | Spektakle, widowiska i inscenizacje                  | „Region Kozła – śladami alfabetu tradycji” |
| 2021 | 20–22 sierpnia | Spotkania                                            | Trombity i rogi pasterskie – o tradycjach Żywiecczyzny |
| 2021 | 20–22 sierpnia | Spotkania                                            | Na strunach świata |
| 2021 | 20–22 sierpnia | Spotkania                                            | Z opowieścią o drzeworycie płazowskim |
| 2021 | 20–22 sierpnia | Spotkania                                            | Wieś – Miasto od Kolberga do zatracenia |
| 2021 | 20–22 sierpnia | Inne                                                 | Jarmark Rzemieślniczy |
| 2021 | 20–22 sierpnia | Inne                                                 | Jarmarkowe Podwórko |
| 2021 | 20–22 sierpnia | Inne                                                 | Atelier fotograficzne Romana Krawczenki |
| 2021 | 20–22 sierpnia | Inne                                                 | Letnia Szkoła Tradycji – Budowa Instrumentów Ludowych |
| 2021 | 20–22 sierpnia | Inne                                                 | Pająk – instalacja |
| 2020 | 21–23 sierpnia | Temat przewodni: zielarstwo                          | Temat przewodni: zielarstwo |
| 2020 | 21–23 sierpnia | re:tradycja – koncert, produkcja specjalna festiwalu | Reni Jusis i instrumentaliści Miguel Moon i Michał Piotrowski wspólnie z Angėle Bapkauskienė i zespołem Saulales z Puńska |
| 2020 | 21–23 sierpnia | re:tradycja – koncert, produkcja specjalna festiwalu | Kapela Dudziarska Manugi z Bukówca Górnego i Tomasz „Lipa” Lipnicki |
| 2020 | 21–23 sierpnia | re:tradycja – koncert, produkcja specjalna festiwalu | Olaf Deriglasoff i Kapela Stefana Wyczyńskiego z Lubczy w wyjątkowym spotkaniu wspominającym zmarłego w maju tego roku lidera kapeli, Pana Stefana |
| 2020 | 21–23 sierpnia | Koncerty                                             | Orkiestra Jarmarku Jagiellońskiego |
| 2020 | 21–23 sierpnia | Koncerty                                             | Tęgie Chłopy |
| 2020 | 21–23 sierpnia | Koncerty                                             | WoWaKin |
| 2020 | 21–23 sierpnia | Koncerty                                             | Kapela Maliszów |
| 2020 | 21–23 sierpnia | Koncerty                                             | Z lasu: Mam takie ziele |
| 2020 | 21–23 sierpnia | Koncerty                                             | Łukasz Jemioła & Drescode |
| 2020 | 21–23 sierpnia | Koncerty                                             | Katarzyna Szurman, Agata Harz, Paula Kinaszewska: Senjawazabawa |
| 2020 | 21–23 sierpnia | Spektakle, widowiska i inscenizacje                  | Nić – opowieści z przędzy i słów \| Agnieszka Jackowiak, Agnieszka Ayşen Kaim |
| 2020 | 21–23 sierpnia | Spektakle, widowiska i inscenizacje                  | O muzyce między drzewami\| grupa Mozaika |
| 2020 | 21–23 sierpnia | Spektakle, widowiska i inscenizacje                  | Opowieści Wielkiej Drogi \| grupa Mozaika |
| 2020 | 21–23 sierpnia | Wystawy                                              | KUryRYby \| wystawa prac Małgorzaty „Ryby” Rybickiej |
| 2020 | 21–23 sierpnia | Wystawy                                              | Wieczność narodziła się na wsi – Zaharia Cușnir (1912-1993) |
| 2020 | 21–23 sierpnia | Wystawy                                              | Wystawa z badań terenowych Letniej Szkoły Tradycji |
| 2020 | 21–23 sierpnia | Wystawy                                              | Pająk Ludowy – Instalacja artystyczna autorstwa Tomasza i Małgorzaty Krajewskich i Wiesławy Kucharzyk |
| 2020 | 21–23 sierpnia | Wystawy                                              | „Kolory (nie) z tej Ziemi” \| wystawa autorstwa Aleksandry Bystry |
| 2020 | 21–23 sierpnia | Wystawy                                              | Kosmiczny zielnik\| Warsztaty Kultury i Państwowe Muzeum Etnograficzne w Warszawie |
| 2020 | 21–23 sierpnia | Wystawy                                              | Życie jest piękne (jeśli długo się nad nim nie zastanawiasz) – instalacja Jarosława Koziary |
| 2020 | 21–23 sierpnia | Kino                                                 | Nasze miejsce na ziemi, reż. John Chester |
| 2020 | 21–23 sierpnia | Kino                                                 | Upór natury, reż. Jonathan Nossiter |
| 2020 | 21–23 sierpnia | Kino                                                 | Dni, na które czekamy, reż. Phie Ambo |
| 2020 | 21–23 sierpnia | Inne                                                 | Jarmark Rzemieślniczy |
| 2020 | 21–23 sierpnia | Inne                                                 | Jarmarkowe Podwórko |
| 2020 | 21–23 sierpnia | Inne                                                 | W rajskim ogródeczku – gawęda etnograficzna |
| 2019 | 16–18 sierpnia | Temat przewodni: pszczelarstwo                       | Temat przewodni: pszczelarstwo |
| 2019 | 16–18 sierpnia | re:tradycja – koncert, produkcja specjalna festiwalu | Adam Bałdych & Krzysztof Dys z kapelą Jana Kmity |
| 2019 | 16–18 sierpnia | re:tradycja – koncert, produkcja specjalna festiwalu | Katarzyna Groniec i Zespół Śpiewaczy z Dobrowody |
| 2019 | 16–18 sierpnia | re:tradycja – koncert, produkcja specjalna festiwalu | Dorota Miśkiewicz i Henryk Miśkiewicz z Janiną Pydo i kapelą Butryn/Pikula/Deptuła |
| 2019 | 16–18 sierpnia | re:tradycja – koncert, produkcja specjalna festiwalu | Brodka z Barbarą Biegun i kapelą Ficek/Blachura |
| 2019 | 16–18 sierpnia | Koncerty                                             | Rodopi Ensemble (Grecja) |
| 2019 | 16–18 sierpnia | Koncerty                                             | ‘ndiaz (Francja) |
| 2019 | 16–18 sierpnia | Koncerty                                             | Trys Keturiose – Pieśni rytualne pszczół (Litwa) |
| 2019 | 16–18 sierpnia | Koncerty                                             | Babadag (Polska) |
| 2019 | 16–18 sierpnia | Potańcówki                                           | Orkiestra Jarmarku Jagiellońskiego |
| 2019 | 16–18 sierpnia | Potańcówki                                           | Kapela Butrynów |
| 2019 | 16–18 sierpnia | Potańcówki                                           | Kapela Dobrzeliniacy |
| 2019 | 16–18 sierpnia | Potańcówki                                           | Kapela Zwykli Ludzie |
| 2019 | 16–18 sierpnia | Potańcówki                                           | Kanka Franka |
| 2019 | 16–18 sierpnia | Potańcówki                                           | Kapela Jana Kmity |
| 2019 | 16–18 sierpnia | Potańcówki                                           | Janusz Prusinowski Kompania |
| 2019 | 16–18 sierpnia | Potańcówki                                           | Kapela Zedel / Gromadzka / Rosik |
| 2019 | 16–18 sierpnia | Występy kapel ulicznych                              | Kapela Butrynów |
| 2019 | 16–18 sierpnia | Występy kapel ulicznych                              | Kapela Mała Ziemia Suska |
| 2019 | 16–18 sierpnia | Występy kapel ulicznych                              | Babiogórska Kapela Zespołu Regionalnego JUZYNA |
| 2019 | 16–18 sierpnia | Występy kapel ulicznych                              | Przodki |
| 2019 | 16–18 sierpnia | Występy kapel ulicznych                              | Kanka Franka |
| 2019 | 16–18 sierpnia | Spektakle, widowiska i inscenizacje                  | „Dlaczego miód jest słodki?” – opowiadania i mity wokół wątków pszczelich i solarnych – spektakl Agnieszki Aysem Kaim i Marcina Zadroneckiego |
| 2019 | 16–18 sierpnia | Spektakle, widowiska i inscenizacje                  | Od kwiatka do ula od plastra do stołu – opowiadania |
| 2019 | 16–18 sierpnia | Spektakle, widowiska i inscenizacje                  | Wokół kury – parada – Orquestrina Trama i Fundacja Sztukmistrze |
| 2019 | 16–18 sierpnia | Wystawy                                              | „5 minut” z pszczołami |
| 2019 | 16–18 sierpnia | Wystawy                                              | Jakub Smolski. Wiejski fotograf z Łuki |
| 2019 | 16–18 sierpnia | Wystawy                                              | Pająk ludowy – instalacja Mikołaja Pietruczuka i Tomasza Krajewskiego |
| 2019 | 16–18 sierpnia | Wystawy                                              | Stanisław Brach Miodem płynące |
| 2019 | 16–18 sierpnia | Kino                                                 | Miasto pszczół, reż. Laila Hodell, Bertel Torne Olsen |
| 2019 | 16–18 sierpnia | Kino                                                 | Więcej niż miód, reż. Markus Imhoof |
| 2019 | 16–18 sierpnia | Kino                                                 | Łowcy miodu, reż. Krystian Matysek |
| 2019 | 16–18 sierpnia | Kino                                                 | Cuda, reż. Alice Rohrwacher |
| 2019 | 16–18 sierpnia | Inne                                                 | Atelier fotograficzne Romana Kravchenki |
| 2019 | 16–18 sierpnia | Inne                                                 | Jarmark Rzemieślniczy |
| 2019 | 16–18 sierpnia | Inne                                                 | Be with bee/be thanks to bee – spotkanie otwarte |
| 2019 | 16–18 sierpnia | Inne                                                 | Jarmarkowe Podwórko |
| 2018 | 17–19 sierpnia | Temat przewodni: koronkarstwo                        | Temat przewodni: koronkarstwo |
| 2018 | 17–19 sierpnia | re:tradycja – koncert, produkcja specjalna festiwalu | Paulina Przybysz ze śpiewaczką z Gałek Rusinowskich, Marią Pęzik w towarzystwie pań z zespołu „Gołcunecki” i kapeli Pańczaków z Adamem Tarnowskim |
| 2018 | 17–19 sierpnia | re:tradycja – koncert, produkcja specjalna festiwalu | Barbara Wrońska z Anną Chudą |
| 2018 | 17–19 sierpnia | re:tradycja – koncert, produkcja specjalna festiwalu | Natalia Kukulska i Helena Szpytma z Markowej |
| 2018 | 17–19 sierpnia | re:tradycja – koncert, produkcja specjalna festiwalu | Wojciech Mazolewski z kapelą Jurka Wrony |
| 2018 | 17–19 sierpnia | Koncerty                                             | Monsieur Doumani \| Cypr |
| 2018 | 17–19 sierpnia | Koncerty                                             | Violons Barbares \| Bułgaria, Francja, Mongolia |
| 2018 | 17–19 sierpnia | Koncerty                                             | Zeleni Lystya Trio Drewo – prezentacja grup powarsztatowych oraz koncert zespołu |
| 2018 | 17–19 sierpnia | Koncerty                                             | Raabygg \| Norwegia |
| 2018 | 17–19 sierpnia | Potańcówki                                           | Orkiestra Jarmarku Jagiellońskiego |
| 2018 | 17–19 sierpnia | Potańcówki                                           | Kapela Braci Pańczaków z Adamem Tarnowskim |
| 2018 | 17–19 sierpnia | Potańcówki                                           | Kapela Zdzisława Marczuka |
| 2018 | 17–19 sierpnia | Potańcówki                                           | Kapela Gołoborze |
| 2018 | 17–19 sierpnia | Potańcówki                                           | Warszawska Orkiestra Sentymentalna |
| 2018 | 17–19 sierpnia | Potańcówki                                           | Trio WoWaKin |
| 2018 | 17–19 sierpnia | Potańcówki                                           | Mażurki |
| 2018 | 17–19 sierpnia | Potańcówki                                           | Kapela Dudziarska Manugi z Bukówca Górnego |
| 2018 | 17–19 sierpnia | Potańcówki                                           | Kapela Diabubu |
| 2018 | 17–19 sierpnia | Potańcówki                                           | US Orchestra |
| 2018 | 17–19 sierpnia | Występy kapel ulicznych                              | Kapela Timingeriu |
| 2018 | 17–19 sierpnia | Występy kapel ulicznych                              | Teatr Makata |
| 2018 | 17–19 sierpnia | Występy kapel ulicznych                              | Kapela Zdzisława Marczuka z Zakalinek |
| 2018 | 17–19 sierpnia | Występy kapel ulicznych                              | Kapela Dudziarska Manugi z Bukówca Górnego |
| 2018 | 17–19 sierpnia | Występy kapel ulicznych                              | Kapela Biskupianie z Domachowa i Okolic |
| 2018 | 17–19 sierpnia | Występy kapel ulicznych                              | Kapela z Jarosławia i Okolic |
| 2018 | 17–19 sierpnia | Występy kapel ulicznych                              | Kapela Diabubu |
| 2018 | 17–19 sierpnia | Występy kapel ulicznych                              | Orkiestra Jarmarku Jagiellońskiego |
| 2018 | 17–19 sierpnia | Spektakle, widowiska i inscenizacje                  | Cymbały zawitać do nas zechciały! Muzyka Podkarpacia – interaktywny koncert dla dzieci – grupa Mozaika |
| 2018 | 17–19 sierpnia | Spektakle, widowiska i inscenizacje                  | Czarowny pierścionek – Okolicznościowy Teatrzyk Rodzinny |
| 2018 | 17–19 sierpnia | Spektakle, widowiska i inscenizacje                  | Wesele – Teatr Makata |
| 2018 | 17–19 sierpnia | Spektakle, widowiska i inscenizacje                  | Wokół kury – Kapela Timingeriu i Teatr Makata |
| 2018 | 17–19 sierpnia | Wystawy                                              | Juliusz Dutkiewicz – fotograf z Kołomyi |
| 2018 | 17–19 sierpnia | Wystawy                                              | Letnia Szkoła Koronkarstwa – wystawa z badań terenowych |
| 2018 | 17–19 sierpnia | Wystawy                                              | Kiedy święci się uśmiechają – Roman Zilinko i Ostap Lozynskyy |
| 2018 | 17–19 sierpnia | Wystawy                                              | Jej Wysokość Koronka Koniakowska |
| 2018 | 17–19 sierpnia | Wystawy                                              | „Roztoczańskie kamienie pamięci. Ludowa kamieniarka józefowska” |
| 2018 | 17–19 sierpnia | Wystawy                                              | Koronka – Mural NeSpoon |
| 2018 | 17–19 sierpnia | Wystawy                                              | Pająk ludowy – Instalacja artystyczna autorstwa Tomasza i Małgorzaty Krajewskich |
| 2018 | 17–19 sierpnia | Kino                                                 | The Funny Sisters, reż. Björn Reinhardt |
| 2018 | 17–19 sierpnia | Kino                                                 | Obcina, reż. Björn Reinhardt |
| 2018 | 17–19 sierpnia | Kino                                                 | Polifonia – zapomniane głosy Albanii reż. Björn Reinhardt, Eckehard Pistrick |
| 2018 | 17–19 sierpnia | Wystawy                                              | Pająk ludowy – Instalacja artystyczna autorstwa Tomasza i Małgorzaty Krajewskich |
| 2018 | 17–19 sierpnia | Warsztaty                                            | Letnia Szkoła koronkarstwa |
| 2018 | 17–19 sierpnia | Inne                                                 | Zwiedzanie Starego Miasta i Jarmarku Jagiellońskiego |
| 2018 | 17–19 sierpnia | Inne                                                 | Podróże w czasie – wycieczki dla dzieci „Lublin niepodległy |
| 2018 | 17–19 sierpnia | Inne                                                 | Handel i rzemiosło w wielokulturowym mieście |
| 2018 | 17–19 sierpnia | Inne                                                 | Czapka Maciejówka i Tajemnice dawnej Fotografii – Roman Krawczenko i Marcin Sudziński |
| 2018 | 17–19 sierpnia | Inne                                                 | „Ukryte w ziemi. Plac Łokietka w Lublinie w świetle najnowszych badań archeologicznych” – prezentacja multimedialna dr. Rafała Niedźwiadka |
| 2018 | 17–19 sierpnia | Inne                                                 | Jarmark Rękodzielniczy |
| 2018 | 17–19 sierpnia | Inne                                                 | Jarmarkowe Podwórko |
| 2017 | 12–15 sierpnia | Temat przewodni: pisankarstwo                        | Temat przewodni: pisankarstwo |
| 2017 | 12–15 sierpnia | re:tradycja – koncert, produkcja specjalna festiwalu | Michał Urbaniak i Kapela Romana Wojciechowskiego |
| 2017 | 12–15 sierpnia | re:tradycja – koncert, produkcja specjalna festiwalu | Kayah i Teresa Mirga z zespołem Kałe Bała i Adamem Słupczyńskim |
| 2017 | 12–15 sierpnia | re:tradycja – koncert, produkcja specjalna festiwalu | Włodek Pawlik i Janina Chmiel z Kapelą Butrynów |
| 2017 | 12–15 sierpnia | re:tradycja – koncert, produkcja specjalna festiwalu | Orkiestra Dęta ze Zdziłowic i Antoni „Ziut” Gralak |
| 2017 | 12–15 sierpnia | re:tradycja – koncert, produkcja specjalna festiwalu | Kapela Maliszów z gościnnym udziałem Krzesimira Dębskiego i Krzysztofa Ścierańskiego |
| 2017 | 12–15 sierpnia | Koncerty                                             | Taraf de Haïdouks (Rumunia) |
| 2017 | 12–15 sierpnia | Koncerty                                             | Odpoczno (Polska) |
| 2017 | 12–15 sierpnia | Koncerty                                             | Radio Cos (Hiszpania, Galicja) |
| 2017 | 12–15 sierpnia | Koncerty                                             | Pieśni tradycyjne Lubelszczyzny i Kurpi |
| 2017 | 12–15 sierpnia | Koncerty                                             | Sefardix Trio, Maggid (Polska) |
| 2017 | 12–15 sierpnia | Potańcówki                                           | Orkiestra Jarmarku Jagiellońskiego |
| 2017 | 12–15 sierpnia | Potańcówki                                           | Kapela Barbary Michalec |
| 2017 | 12–15 sierpnia | Potańcówki                                           | Kapela Jana Fokta |
| 2017 | 12–15 sierpnia | Potańcówki                                           | Dżezbandyta |
| 2017 | 12–15 sierpnia | Potańcówki                                           | Kapela Lipców z Wygnanowa |
| 2017 | 12–15 sierpnia | Potańcówki                                           | Chłopcy z Nowoszyszek |
| 2017 | 12–15 sierpnia | Potańcówki                                           | Katarzyna Zedel i Sekund Hand |
| 2017 | 12–15 sierpnia | Potańcówki                                           | Kapela Wojciechowska |
| 2017 | 12–15 sierpnia | Potańcówki                                           | Kapela Romana Wojciechowskiego |
| 2017 | 12–15 sierpnia | Potańcówki                                           | Wędrowiec |
| 2017 | 12–15 sierpnia | Wystawy                                              | Magia koronkowej pisanki\| Daria Alioshkina |
| 2017 | 12–15 sierpnia | Wystawy                                              | Letnia Szkoła Pisankarstwa\| wystawa z badań terenowych |
| 2017 | 12–15 sierpnia | Wystawy                                              | Pisanka ukraińska |
| 2017 | 12–15 sierpnia | Wystawy                                              | Czas Jarmarków |
| 2017 | 12–15 sierpnia | Wystawy                                              | Augustyn Czyżowicz – fotografie |
| 2017 | 12–15 sierpnia | Wystawy                                              | Pająk ludowy, instalacja artystyczna\| Tomasz Krajewski |
| 2017 | 12–15 sierpnia | Spektakle, widowiska i inscenizacje                  | Kosmos, Feniks, Czarownice i Kogel-mogel, czyli opowieści jajeczne – Katarzyna Jackowska-Enemuo, Iwona Sojka (Parparusza/Zgodki) |
| 2017 | 12–15 sierpnia | Spektakle, widowiska i inscenizacje                  | Parkatoniki – Fundacja Ależ Gustawie |
| 2017 | 12–15 sierpnia | Spektakle, widowiska i inscenizacje                  | Smutna królewna i tańczące zajączki – Teatrzyk Kamyczka |
| 2017 | 12–15 sierpnia | Spektakle, widowiska i inscenizacje                  | Jarmark opowieści – Katarzyna Jackowska-Enemuo, Iwona Sojka |
| 2017 | 12–15 sierpnia | Spektakle, widowiska i inscenizacje                  | Niebo nad Lublinem. Opowieści z dziejów Miasta |
| 2017 | 12–15 sierpnia | Kino                                                 | Gość oczekiwany, reż. Artur Hofman |
| 2017 | 12–15 sierpnia | Kino                                                 | Drzewo, reż. Waldemar Dziki |
| 2017 | 12–15 sierpnia | Kino                                                 | Dzień przed zachodem słońca\| reż. Maria Zmarz-Koczanowicz |
| 2017 | 12–15 sierpnia | Warsztaty                                            | Letnia Szkoła Pisankarstwa |
| 2017 | 12–15 sierpnia | Inne                                                 | Jarmark Rękodzielniczy |
| 2017 | 12–15 sierpnia | Inne                                                 | Jarmarkowe Podwórko |
| 2017 | 12–15 sierpnia | Inne                                                 | Tajemnicze Miasto – wycieczki po Lublinie |
| 2016 | 12–14 sierpnia | Temat przewodni: haft tradycyjny                     | Temat przewodni: haft tradycyjny |
| 2016 | 12–14 sierpnia | re:tradycja – koncert, produkcja specjalna festiwalu | Gaba Kulka z Panią Marią Siwiec i kapelą Niwińskich |
| 2016 | 12–14 sierpnia | re:tradycja – koncert, produkcja specjalna festiwalu | Czesław Mozil ze Sławomirem Czekalskim |
| 2016 | 12–14 sierpnia | re:tradycja – koncert, produkcja specjalna festiwalu | Mateusz Pospieszalski, Tęgie Chłopy i Stanisław Witkowski |
| 2016 | 12–14 sierpnia | re:tradycja – koncert, produkcja specjalna festiwalu | Tymon Tymański oraz Stanisława Galica-Górkiewicz |
| 2016 | 12–14 sierpnia | re:tradycja – koncert, produkcja specjalna festiwalu | Adam Strug i Bronisława Świder |
| 2016 | 12–14 sierpnia | re:tradycja – koncert, produkcja specjalna festiwalu | Krzesimir Dębski ze Stanisławem Głazem, Bronisławem Rawskim i Zbigniewem Butrynem |
| 2016 | 12–14 sierpnia | Koncerty                                             | Tęgie Chłopy |
| 2016 | 12–14 sierpnia | Koncerty                                             | Zofia Sulikowska z Wojsławic. Portret śpiewaczki |
| 2016 | 12–14 sierpnia | Koncerty                                             | Kapela Brodów Muzikaim |
| 2016 | 12–14 sierpnia | Koncerty                                             | Joanna Słowińska \| Archipelag |
| 2016 | 12–14 sierpnia | Koncerty                                             | „Muzyka ludowa/tradycyjna dziś – pieśni ku czci Matki Boskiej w wykonaniu Zespołów Śpiewaczych Kół Gospodyń Wiejskich z gminy Jabłonna” |
| 2016 | 12–14 sierpnia | Koncerty                                             | Pokaz pracy powarsztatowej – Olena Gonczarenko Iryna Klymenko i uczestnicy warsztatów |
| 2016 | 12–14 sierpnia | Koncerty                                             | Maarja Nuut Une meeles |
| 2016 | 12–14 sierpnia | Potańcówki                                           | Orkiestra Jarmarku Jagiellońskiego |
| 2016 | 12–14 sierpnia | Potańcówki                                           | Kapela Dobrzeliniacy i Maria Stępień |
| 2016 | 12–14 sierpnia | Potańcówki                                           | Zawołany Skład Weselny |
| 2016 | 12–14 sierpnia | Potańcówki                                           | Kapela Tęgie Chłopy |
| 2016 | 12–14 sierpnia | Potańcówki                                           | Lorenc Trio |
| 2016 | 12–14 sierpnia | Potańcówki                                           | Gminna Orkiestra Dęta z Goraja |
| 2016 | 12–14 sierpnia | Potańcówki                                           | Kapela Jana Wochniaka |
| 2016 | 12–14 sierpnia | Potańcówki                                           | Kapela Kinaszewska / Strelniki |
| 2016 | 12–14 sierpnia | Potańcówki                                           | Kapela Eugeniusza Skrzypka ze Zdziłowic |
| 2016 | 12–14 sierpnia | Spektakle, widowiska i inscenizacje                  | Jarmark Opowieści, Katarzyna Jackowska-Enemuo i Iwona Sojka |
| 2016 | 12–14 sierpnia | Spektakle, widowiska i inscenizacje                  | Bajkowy Świat – Michał Malinowski |
| 2016 | 12–14 sierpnia | Spektakle, widowiska i inscenizacje                  | Opowieści Dominikańskie – Poławiacze Pereł Improv Teatr |
| 2016 | 12–14 sierpnia | Spektakle, widowiska i inscenizacje                  | Opowieści z walizki O Bartku doktorze, spektakl i warsztat – Joanna Sarnecka, Anna Woźniak, Katarzyna de Latour |
| 2016 | 12–14 sierpnia | Spektakle, widowiska i inscenizacje                  | Opowieści z walizki, O chłopie co poszedł do słonka pytać, gdzie jego kurka znosi jajka, spektakl i warsztat – Joanna Sarnecka, Maciej Harna |
| 2016 | 12–14 sierpnia | Spektakle, widowiska i inscenizacje                  | Spektakl Wziołowstąpienie Teatr Wierszalin |
| 2016 | 12–14 sierpnia | Spotkania                                            | Haft w Polsce – bogactwo wzorów i technik wykonania – spotkanie z Elżbietą Piskorz Branekovą |
| 2016 | 12–14 sierpnia | Spotkania                                            | Re: tradycja – Szlakiem Kolberga spotkanie z Michałem Pietrusiewiczem oraz artystami biorącymi udział w koncercie Re: tradycja |
| 2016 | 12–14 sierpnia | Spotkania                                            | …i radzięccy i jędrzejowscy. Muzykanci – spotkanie Muzyka Roztocza |
| 2016 | 12–14 sierpnia | Spotkania                                            | „Zofia Sulikowska z Wojsławic. Portret śpiewaczki” – promocja płyty i spotkanie z artystką |
| 2016 | 12–14 sierpnia | Spotkania                                            | Strój czy kostium? O współczesnych problemach ze strojem ludowym – spotkanie z Mariolą Tymochowicz z UMCS |
| 2016 | 12–14 sierpnia | Kino                                                 | Gwiezdny pył, reż. Andrzej Kondratiuk |
| 2016 | 12–14 sierpnia | Kino                                                 | Diabeł, reż. Stanisław Różewicz |
| 2016 | 12–14 sierpnia | Kino                                                 | Ostatnie takie trio, reż. Jerzy Obłamski |
| 2016 | 12–14 sierpnia | Kino                                                 | Kaprysy Łazarza, reż. Janusz Zaorski |
| 2016 | 12–14 sierpnia | Wystawy                                              | Makatka kuchenna – domowy leksykon zachowań i wartości moralnych |
| 2016 | 12–14 sierpnia | Wystawy                                              | Tańcowała igła z nitką – o ludowym hafcie z Lubelszczyzny |
| 2016 | 12–14 sierpnia | Wystawy                                              | Letnia Szkoła Haftu Tradycyjnego\| Wystawa z badań terenowych |
| 2016 | 12–14 sierpnia | Wystawy                                              | …i radzięccy i jędrzejowscy. Muzykanci – wystawa plenerowa |
| 2016 | 12–14 sierpnia | Warsztaty                                            | Letnia Szkoła Haftu Tradycyjnego |
| 2016 | 12–14 sierpnia | Inne                                                 | Jarmark Rękodzielniczy |
| 2016 | 12–14 sierpnia | Inne                                                 | Jarmarkowe Podwórko |
| 2016 | 12–14 sierpnia | Inne                                                 | Zwiedzanie Starego Miasta\| Stowarzyszenie Pogranicze |
| 2016 | 12–14 sierpnia | Inne                                                 | Noc Świątyń\| Unia Szlaków „Zachód – Wschód”, Fundacja „Via Jagiellonica” |
| 2015 | 11–13 sierpnia | Temat przewodni: pająk ludowy                        | Temat przewodni: pająk ludowy |
| 2015 | 11–13 sierpnia | Koncerty                                             | Jacek Hałas – Pieśni wędrownych lirników |
| 2015 | 11–13 sierpnia | Koncerty                                             | Jazgodki |
| 2015 | 11–13 sierpnia | Koncerty                                             | Canzniere Grecanico Salentino |
| 2015 | 11–13 sierpnia | Koncerty                                             | Jazgot |
| 2015 | 11–13 sierpnia | Koncerty                                             | Grażyna Auguścik Orchestar – Inspired By Lutosławski |
| 2015 | 11–13 sierpnia | Koncerty                                             | Ola Bilińska „Berjozkele” |
| 2015 | 11–13 sierpnia | Koncerty                                             | Sutari |
| 2015 | 11–13 sierpnia | Potańcówki                                           | Orkiestra Jarmarku Jagiellońskiego |
| 2015 | 11–13 sierpnia | Potańcówki                                           | Kapela Macieja Żurka |
| 2015 | 11–13 sierpnia | Potańcówki                                           | Kapela Braci Dziobaków z Woli Destymflandzkiej |
| 2015 | 11–13 sierpnia | Potańcówki                                           | Kapela dudziarska Krzysztofa Polowczyka |
| 2015 | 11–13 sierpnia | Potańcówki                                           | Kapela Muzyka Orawska |
| 2015 | 11–13 sierpnia | Potańcówki                                           | Kapela rodzinna Foktów |
| 2015 | 11–13 sierpnia | Potańcówki                                           | Kapela góralska Warzonka |
| 2015 | 11–13 sierpnia | Potańcówki                                           | Przemysław Łozowski i zespół Chojzes Klezmorim |
| 2015 | 11–13 sierpnia | Wystawy                                              | Korzenie – wystawa obrazów Karoliny Matyjaszkowicz |
| 2015 | 11–13 sierpnia | Wystawy                                              | Kwiatami i pająkami izby przystrajano… |
| 2015 | 11–13 sierpnia | Kino                                                 | Zapomniany diabeł. autor: Jan Drda, reż.: Tadeusz Lis |
| 2015 | 11–13 sierpnia | Kino                                                 | Na szkle malowane, reż.: Krystyna Janda |
| 2015 | 11–13 sierpnia | Kino                                                 | Widzący z Lublina – film, reż: Grażyna Stankiewicz |
| 2015 | 11–13 sierpnia | Spektakle, widowiska i inscenizacje                  | Klub Bajkopodróżnika – Opowieści z czterech stron świata, Opowiada Michał Malinowski |
| 2015 | 11–13 sierpnia | Spektakle, widowiska i inscenizacje                  | Latający Kufer – Spektakl Teatru im. H. Ch. Andersena |
| 2015 | 11–13 sierpnia | Spektakle, widowiska i inscenizacje                  | Opowieści i pieśni o zwierzętach – opowiadają: Agnieszka Kontny i Daorientacja |
| 2015 | 11–13 sierpnia | Spektakle, widowiska i inscenizacje                  | Legendy dawnego miasta – Letnia Scena Improv, Poławiacze Pereł Improv Teatr |
| 2015 | 11–13 sierpnia | Spektakle, widowiska i inscenizacje                  | TUWIM Julek – PARA buch FRAZY w ruch – spektakl Teatru MAŁE MI |
| 2015 | 11–13 sierpnia | Spektakle, widowiska i inscenizacje                  | Opowieści o wędrowaniu – opowiadają: Agnieszka Kontny i Daorientacja |
| 2015 | 11–13 sierpnia | Spektakle, widowiska i inscenizacje                  | Opowieści jarmarczne – Katarzyna Jackowska, Iwona Sojka |
| 2015 | 11–13 sierpnia | Spektakle, widowiska i inscenizacje                  | Opowieści z dreszczykiem – opowiadają: Agnieszka Kontny i Daorientacja |
| 2015 | 11–13 sierpnia | Warsztaty                                            | Letnia Szkoła Robienia Pająków |
| 2015 | 11–13 sierpnia | Inne                                                 | Jarmarkowe Podwórko |
| 2015 | 11–13 sierpnia | Inne                                                 | Lubelskie tradycje – wycieczki z przewodnikiem |
| 2015 | 11–13 sierpnia | Inne                                                 | Lubelscy Przewodnicy Okiem Cadyka – spacer szlakiem „Widzącego z Lublina” Noc Jagiellońska |
| 2015 | 11–13 sierpnia | Inne                                                 | Spotkanie z Widzącym z Lublina. Oko Cadyka, autor: Władysław Panas, czyta: Przemysław Sadowski |
| 2015 | 11–13 sierpnia | Inne                                                 | Jarmark Rękodzielniczy |
| 2014 | 15–17 sierpnia | Temat przewodni: wycinankarstwo                      | Temat przewodni: wycinankarstwo |
| 2014 | 15–17 sierpnia | Koncerty                                             | Lautari vol. 67 |
| 2014 | 15–17 sierpnia | Koncerty                                             | Burdon |
| 2014 | 15–17 sierpnia | Koncerty                                             | Terra Kozakorum – Tradycyjne pieśni i melodie Ukrainy |
| 2014 | 15–17 sierpnia | Koncerty                                             | „Wesela godzina, biedy wiek” – Koncert pieśni weselnych z Lubelszczyzny |
| 2014 | 15–17 sierpnia | Koncerty                                             | Mashala Doza |
| 2014 | 15–17 sierpnia | Koncerty                                             | Romengo |
| 2014 | 15–17 sierpnia | Koncerty                                             | Teatr piosenki Ani Brody – koncert dla dzieci |
| 2014 | 15–17 sierpnia | Koncerty                                             | Karolina Cicha i spółka – Wieloma językami |
| 2014 | 15–17 sierpnia | Potańcówki                                           | Kapela Braci Dziobaków z Woli Destymflandzkiej |
| 2014 | 15–17 sierpnia | Potańcówki                                           | Orkiestra Jarmarku Jagiellońskiego |
| 2014 | 15–17 sierpnia | Potańcówki                                           | Tęgie Chłopy |
| 2014 | 15–17 sierpnia | Potańcówki                                           | Hulajhorod |
| 2014 | 15–17 sierpnia | Potańcówki                                           | Orkiestra Dęta ze Zdziłowic |
| 2014 | 15–17 sierpnia | Potańcówki                                           | Kapela Maliszów |
| 2014 | 15–17 sierpnia | Potańcówki                                           | Romuald Jędraszak i Dudziarze z Wielkopolski |
| 2014 | 15–17 sierpnia | Potańcówki                                           | Kapela Stanisława Głaza z Dzwoli |
| 2014 | 15–17 sierpnia | Potańcówki                                           | Hałas Trio |
| 2014 | 15–17 sierpnia | Występy kapel ulicznych                              | Holloenek Hungarica |
| 2014 | 15–17 sierpnia | Występy kapel ulicznych                              | Orkiestra Jarmarku Jagiellońskiego |
| 2014 | 15–17 sierpnia | Występy kapel ulicznych                              | Kapela Ciekoty |
| 2014 | 15–17 sierpnia | Występy kapel ulicznych                              | Andrij Liaszuk |
| 2014 | 15–17 sierpnia | Występy kapel ulicznych                              | Jacek Hałas |
| 2014 | 15–17 sierpnia | Występy kapel ulicznych                              | Katarzyna Wińska |
| 2014 | 15–17 sierpnia | Występy kapel ulicznych                              | Kapela Maliszów |
| 2014 | 15–17 sierpnia | Spektakle, widowiska i inscenizacje                  | Historia Tatarów Krymskich |
| 2014 | 15–17 sierpnia | Spektakle, widowiska i inscenizacje                  | Bajkowa kraina Kolberga – opowiada Michał Malinowski |
| 2014 | 15–17 sierpnia | Spektakle, widowiska i inscenizacje                  | Opowieści tajemnego świata – grają i śpiewają: Katarzyna Jackowska i Iwona Sojka |
| 2014 | 15–17 sierpnia | Spektakle, widowiska i inscenizacje                  | „Legendy dawnego miasta” – Letnia Scena Improv Teatr „No Potatoes” i Goście Specjalni |
| 2014 | 15–17 sierpnia | Spektakle, widowiska i inscenizacje                  | Muzykaci Tralalanci – spektakl muzyczny dla dzieci |
| 2014 | 15–17 sierpnia | Spektakle, widowiska i inscenizacje                  | „Kolberg dzieciom – starodawne zabawy, piosenki i bajki” – Teatrzyk Słuchaj Uchem |
| 2014 | 15–17 sierpnia | Spektakle, widowiska i inscenizacje                  | Opowieści jarmarczne – grają i śpiewają: Katarzyna Jackowska i Iwona Sojka |
| 2014 | 15–17 sierpnia | Spektakle, widowiska i inscenizacje                  | W pewnym miasteczku na Kresach – spektakl muzyczny dla dzieci |
| 2014 | 15–17 sierpnia | Kino                                                 | Jánošík 21, reż. Jaroslav Jerry Siakel – senas z muzyką graną na żywo przez zespół Kwartet Jorgi |
| 2014 | 15–17 sierpnia | Kino                                                 | Szczęście, reż. Aleksander Miedwiedkin – senas z muzyką graną na żywo przez zespół Kwartet Jorgi |
| 2014 | 15–17 sierpnia | Wystawy                                              | Zapomniane obrzędy ludowe – wystawa prac Bereniki Kowalskiej |
| 2014 | 15–17 sierpnia | Wystawy                                              | Papierowa finezja, czyli o wycinance lubelskiej |
| 2014 | 15–17 sierpnia | Wystawy                                              | Oj chmielu, chmielu… Obrzędowość weselna na Lubelszczyźnie |
| 2014 | 15–17 sierpnia | Wystawy                                              | Fotograficzna historia Tatarów krymskich |
| 2014 | 15–17 sierpnia | Wystawy                                              | Humorem malowany świat Stanisława Koguciuka – wystawa i spotkanie |
| 2014 | 15–17 sierpnia | Wystawy                                              | Wycinanka ludowa – ze zbiorów STL |
| 2014 | 15–17 sierpnia | Warsztaty                                            | Letnia Szkoła Wycinankarstwa |
| 2014 | 15–17 sierpnia | Inne                                                 | Jarmarkowe Podwórko |
| 2014 | 15–17 sierpnia | Inne                                                 | Tajemnice dawnej fotografii – Portrety na szkle |
| 2014 | 15–17 sierpnia | Inne                                                 | Jarmark Rękodzielniczy |
| 2013 | 15–18 sierpnia | Temat przewodni: zabawkarstwo                        | Temat przewodni: zabawkarstwo |
| 2013 | 15–18 sierpnia | Koncerty                                             | Koncert Pieśni Maryjnych |
| 2013 | 15–18 sierpnia | Koncerty                                             | Na rozstajnych drogach – Janina i Anna Chmiel, Lucyna i Monika Jargiło, Stanisław Głaz, Bronisław Bida, Ewa Grochowska, Sylwia Piekarczyk, Marta, Zbigniew i Krzysztof Butrynowie.                                                                                                  |
| 2013 | 15–18 sierpnia | Koncerty                                             | Fanfara Kalashnikov (Rumunia, Niemcy) |
| 2013 | 15–18 sierpnia | Koncerty                                             | Muzykanci (Polska) |
| 2013 | 15–18 sierpnia | Koncerty                                             | MISTRZOWIE MISTRZÓW. Transmisja międzypokoleniowa |
| 2013 | 15–18 sierpnia | Koncerty                                             | Barbara Wilińska – Pieśni z bliska i daleka |
| 2013 | 15–18 sierpnia | Koncerty                                             | Polne nuty Anny Malec |
| 2013 | 15–18 sierpnia | Koncerty                                             | Dűvő (Węgry) |
| 2013 | 15–18 sierpnia | Koncerty                                             | Barbara Wilińska – Pieśni z bliska i daleka |
| 2013 | 15–18 sierpnia | Koncerty                                             | Makaruk – Erotyki ludowe (Polska) |
| 2013 | 15–18 sierpnia | Koncerty                                             | Folknery (Ukraina) |
| 2013 | 15–18 sierpnia | Potańcówki                                           | Kapela Braci Dziobaków z Woli Destymflandzkiej |
| 2013 | 15–18 sierpnia | Potańcówki                                           | Hałas Trio |
| 2013 | 15–18 sierpnia | Potańcówki                                           | Kapela Dudziarska Manugi |
| 2013 | 15–18 sierpnia | Potańcówki                                           | uczestnicy projektu Złoty Talar |
| 2013 | 15–18 sierpnia | Potańcówki                                           | Dűvő |
| 2013 | 15–18 sierpnia | Potańcówki                                           | Kapela Michała Maziarza |
| 2013 | 15–18 sierpnia | Potańcówki                                           | Chłopcy z Nowoszyszek |
| 2013 | 15–18 sierpnia | Występy kapel ulicznych                              | Kapela Dudziarska Manugi |
| 2013 | 15–18 sierpnia | Występy kapel ulicznych                              | Kapela Rada (Białoruś) |
| 2013 | 15–18 sierpnia | Występy kapel ulicznych                              | Holloenek Hungarica (Węgry) |
| 2013 | 15–18 sierpnia | Występy kapel ulicznych                              | Orkiestra dęta ze Zdziłowic |
| 2013 | 15–18 sierpnia | Występy kapel ulicznych                              | Kapela Michała Maziarza |
| 2013 | 15–18 sierpnia | Występy kapel ulicznych                              | Muzyka i opowieści wędrowne z różnych stron Europy |
| 2013 | 15–18 sierpnia | Występy kapel ulicznych                              | Basia Wilińska z pieśniami z daleka i bliska |
| 2013 | 15–18 sierpnia | Występy kapel ulicznych                              | Chłopcy z Nowoszyszek |
| 2013 | 15–18 sierpnia | Występy kapel ulicznych                              | Kapela Bornego z Podzamcza |
| 2013 | 15–18 sierpnia | Kino                                                 | Czy tu jest Panna na wydaniu, reż. Janusz Kondratiuk |
| 2013 | 15–18 sierpnia | Kino                                                 | Grzeszny żywot Franciszka Buły, reż. Janusz Kidawa |
| 2013 | 15–18 sierpnia | Kino                                                 | Wolna sobota, reż. Leszek Staroń |
| 2013 | 15–18 sierpnia | Kino                                                 | Rozmowy przy wycinaniu lasu, reż. Stanisław Tym |
| 2013 | 15–18 sierpnia | Kino                                                 | Grający z talerza, reż. Jan Jakub Kolski |
| 2013 | 15–18 sierpnia | Wystawy                                              | Stanisław Koguciuk – malarz z Pławanic |
| 2013 | 15–18 sierpnia | Wystawy                                              | Aktorzy – wystawa fotografii Adama Pańczuka |
| 2013 | 15–18 sierpnia | Wystawy                                              | Przyjaciele bujanego konika |
| 2013 | 15–18 sierpnia | Wystawy                                              | Ogród zabawki drewnianej |
| 2013 | 15–18 sierpnia | Warsztaty                                            | Letnia Szkoła Zabawkarstwa |
| 2013 | 15–18 sierpnia | Spektakle, widowiska i inscenizacje                  | Muzyka i opowieści wędrowne z różnych stron Europy – Katarzyna Enemuo, Iwona Sojka |
| 2013 | 15–18 sierpnia | Spektakle, widowiska i inscenizacje                  | Wereja – spektakl Teatru Obrzędowego Czeladońka z Lubenki |
| 2013 | 15–18 sierpnia | Spektakle, widowiska i inscenizacje                  | Opowieści zielne |
| 2013 | 15–18 sierpnia | Spektakle, widowiska i inscenizacje                  | Ptasie wesele – Teatrzyk Słuchaj Uchem |
| 2013 | 15–18 sierpnia | Spektakle, widowiska i inscenizacje                  | FINTIKLUSZKI – Folkowe Okruszki Teatr Małe Mi |
| 2013 | 15–18 sierpnia | Spektakle, widowiska i inscenizacje                  | Zegar bije – Rodzinny Teatr Hałasów |
| 2013 | 15–18 sierpnia | Inne                                                 | Karczeby – prezentacja książki Adama Pańczuka, spotkanie autorskie |
| 2013 | 15–18 sierpnia | Inne                                                 | Tajemnice dawnej fotografii – Portrety na szkle |
| 2013 | 15–18 sierpnia | Inne                                                 | Jarmark Rękodzielniczy |
| 2013 | 15–18 sierpnia | Inne                                                 | Jarmarkowe Gry i Zabawy |
| 2012 | 17–19 sierpnia | Temat przewodni: plecionkarstwo                      | Temat przewodni: plecionkarstwo |
| 2012 | 17–19 sierpnia | Koncerty                                             | Čači Vorba (Polska) |
| 2012 | 17–19 sierpnia | Koncerty                                             | „Nowe ścieżki tradycji”: Adam Strug, Kapela Niwińskich, Poszukiwacze Zaginionego Rulonu, Jan Kmita, Orkiestra Wczorajszego Fasonu, Janina Chmiel, Orkiestra Dęta ze Zdziłowic |
| 2012 | 17–19 sierpnia | Koncerty                                             | Monodia Polska „Pieśni o rzeczach ostatecznych” |
| 2012 | 17–19 sierpnia | Koncerty                                             | Janusz Prusinowski Trio (Polska) |
| 2012 | 17–19 sierpnia | Koncerty                                             | Besh o droM (Węgry) |
| 2012 | 17–19 sierpnia | Potańcówki                                           | Kapela Dudziarska Manugi |
| 2012 | 17–19 sierpnia | Potańcówki                                           | Kapela Niwińskich |
| 2012 | 17–19 sierpnia | Potańcówki                                           | Melodia w Polsce |
| 2012 | 17–19 sierpnia | Potańcówki                                           | Janusz Prusinowski Trio |
| 2012 | 17–19 sierpnia | Potańcówki                                           | Zdrowie Pięknych Pań i goście |
| 2012 | 17–19 sierpnia | Występy kapel ulicznych                              | Kapela Dudziarska Manugi |
| 2012 | 17–19 sierpnia | Występy kapel ulicznych                              | Kapela Ciekoty |
| 2012 | 17–19 sierpnia | Występy kapel ulicznych                              | Orkiestra Dęta ze Zdziłowic |
| 2012 | 17–19 sierpnia | Występy kapel ulicznych                              | Kapela Maliszów |
| 2012 | 17–19 sierpnia | Występy kapel ulicznych                              | Zespół Śpiewaczy Brusowianki |
| 2012 | 17–19 sierpnia | Występy kapel ulicznych                              | Agata Harz i Remigiusz Mazur Hanaj – Pieśni Dziadowskie |
| 2012 | 17–19 sierpnia | Występy kapel ulicznych                              | Kataryniarze |
| 2012 | 17–19 sierpnia | Kino                                                 | Sprawa się rypła, reż. Janusz Kidawa |
| 2012 | 17–19 sierpnia | Kino                                                 | Żeniac, reż. Janusz Kidawa |
| 2012 | 17–19 sierpnia | Kino                                                 | Pełnia, reż. Andrzej Kondratiuk |
| 2012 | 17–19 sierpnia | Kino                                                 | Big Bang, reż. Andrzej Kondratiuk |
| 2012 | 17–19 sierpnia | Wystawy                                              | Niech się plecie! |
| 2012 | 17–19 sierpnia | Wystawy                                              | ...z wikliny |
| 2012 | 17–19 sierpnia | Wystawy                                              | A śpiewak zawsze był sam |
| 2012 | 17–19 sierpnia | Wystawy                                              | „Młodość i muzyka 1930-1960” – wystawa fotografii ze zbiorów Remka Mazura Hanaja, Ireny Krawiec, Daniela de Latoura, Mateusza Niwińskiego |
| 2012 | 17–19 sierpnia | Wydarzenia dla dzieci                                | Budowanie z opowieści z Michałem Malinowskim – Klocki MuBaBao |
| 2012 | 17–19 sierpnia | Wydarzenia dla dzieci                                | Podwórko z Mazurkami – spektakl dla dzieci |
| 2012 | 17–19 sierpnia | Wydarzenia dla dzieci                                | Teatrzyk Słuchaj Uchem |
| 2012 | 17–19 sierpnia | Wydarzenia dla dzieci                                | Wstydek Bajtek i Drewniane Ludki – spektakl dla dzieci, Teatr Scena Lubelska, reż. Katarzyna Żytomirska |
| 2012 | 17–19 sierpnia | Spektakle, widowiska i inscenizacje                  | Spowiedź w drewnie, Teatr Remiza, reż. Michał Zgiet |
| 2012 | 17–19 sierpnia | Spektakle, widowiska i inscenizacje                  | Opowieści Roztoczańskie – słowno-muzyczne spotkanie autorskie z Katarzyną Żytomirską |
| 2012 | 17–19 sierpnia | Spektakle, widowiska i inscenizacje                  | „Jarmarczne Błazeństwo” – Khalid Tyabji |
| 2012 | 17–19 sierpnia | Warsztaty                                            | Letnia Szkoła Plecionkarstwa |
| 2012 | 17–19 sierpnia | Zwiedzanie                                           | Lubelscy przewodnicy |
| 2012 | 17–19 sierpnia | Zwiedzanie                                           | Jidn in Lublin – Żydzi w Lublinie |
| 2012 | 17–19 sierpnia | Zwiedzanie                                           | Noc świątyń |
| 2012 | 17–19 sierpnia | Zwiedzanie                                           | Spotkanie Zachód-Wschód na rowerach |
| 2012 | 17–19 sierpnia | Inne                                                 | Tajemnice dawnej fotografii – Portrety na szkle |
| 2012 | 17–19 sierpnia | Inne                                                 | Jarmark Rękodzielniczy |
| 2011 | 12–14 sierpnia | Temat przewodni: tkactwo ludowe                      | Temat przewodni: tkactwo ludowe |
| 2011 | 12–14 sierpnia | Koncerty                                             | Jacek Hałas – Pieśni dziadowskie (Polska) |
| 2011 | 12–14 sierpnia | Koncerty                                             | Hollòènek Hungarica (Węgry) |
| 2011 | 12–14 sierpnia | Koncerty                                             | Real Tunel Academico (Polrtugalia) |
| 2011 | 12–14 sierpnia | Koncerty                                             | Odgłos Karpat z Huculszczyzny |
| 2011 | 12–14 sierpnia | Koncerty                                             | Kapela Leona Krzosa (Polska) |
| 2011 | 12–14 sierpnia | Koncerty                                             | Mosaic |
| 2011 | 12–14 sierpnia | Koncerty                                             | Kapela Braci Tarnowskich z Domaniowa (Polska) |
| 2011 | 12–14 sierpnia | Koncerty                                             | Kapela Zdrowie Pięknych Pań (Polska) |
| 2011 | 12–14 sierpnia | Koncerty                                             | Kapela Gacoki z Gaci Przeworskiej (Polska) |
| 2011 | 12–14 sierpnia | Koncerty                                             | Kapela ze Wsi Warszawa (Polska) |
| 2011 | 12–14 sierpnia | Koncerty                                             | Trio sióstr Łukianowicz (Białoruś) |
| 2011 | 12–14 sierpnia | Koncerty                                             | Koncert Pieśni Maryjnych |
| 2011 | 12–14 sierpnia | Koncerty                                             | Transkapela (Polska) |
| 2011 | 12–14 sierpnia | Koncerty                                             | R.U.T.A. z Nastią Niakrasavą z Białorusi oraz z zespołem Gulyaygorod z Ukrainy |
| 2011 | 12–14 sierpnia | Koncerty                                             | Koncert „Weselne szaleństwo” – Kapela Braci Tarnowskich, Kapela Leona Krzosa, Zespół Śpiewaczy „Jarzębina” z Kocudzy, Jacek Hałas, Kapela Zdrowie Pięknych Pań, Zespół Śpiewaczy z Gałek Rusinowskich, Kapela Gacoki z Gaci Przeworskiej                                            |
| 2011 | 12–14 sierpnia | Potańcówki                                           | Kapela Brodów |
| 2011 | 12–14 sierpnia | Potańcówki                                           | Kapela Niwińskich |
| 2011 | 12–14 sierpnia | Potańcówki                                           | Kwartet Wiejski |
| 2011 | 12–14 sierpnia | Potańcówki                                           | Odgłos Karpat z Huculszczyzny |
| 2011 | 12–14 sierpnia | Potańcówki                                           | Kapela Braci Dziobaków z Woli Destymflandzkiej |
| 2011 | 12–14 sierpnia | Potańcówki                                           | Kapela Wojciechowska |
| 2011 | 12–14 sierpnia | Kino                                                 | Dokumenty zanikającej kultury ludowej – spotkanie z reżyserem Andrzejem Różyckim i jego filmami: Świątynie pod otwartym niebem, Kalwaria Marii Wnęk, Beskidzkie palmy wielkanocne, Z szopką w Szczawej, Niesiemy wam wianek ze samego złota, Maska, czyli świat od początku, Drzewa |
| 2011 | 12–14 sierpnia | Kino                                                 | Dziewcę z Ciortem, reż. Piotr Szulkin |
| 2011 | 12–14 sierpnia | Kino                                                 | Igraszki z diabłem, Jan Drda, reż. Tadeusz Lis |
| 2011 | 12–14 sierpnia | Wystawy                                              | Między wątkiem a osnową. Tkactwo tradycyjne |
| 2011 | 12–14 sierpnia | Wystawy                                              | „Folklove” Joanna Zemanek |
| 2011 | 12–14 sierpnia | Wystawy                                              | Migawki z wesela. Zdjęcia wiejskich fotografów |
| 2011 | 12–14 sierpnia | Wydarzenia dla dzieci                                | Magiczny Port Teatru Wagabunda |
| 2011 | 12–14 sierpnia | Wydarzenia dla dzieci                                | Park Gier i Zabaw Tradycyjnych |
| 2011 | 12–14 sierpnia | Wydarzenia dla dzieci                                | Muzyczny plac zabaw dla dzieci |
| 2011 | 12–14 sierpnia | Wydarzenia dla dzieci                                | Samograjka |
| 2011 | 12–14 sierpnia | Wydarzenia dla dzieci                                | Pokazy i warsztaty kuglarskie |
| 2011 | 12–14 sierpnia | Wydarzenia dla dzieci                                | Spektakl „Kusy Janek” – Teatr Muzyczny „Słuchaj Uchem” |
| 2011 | 12–14 sierpnia | Wydarzenia dla dzieci                                | Spektakl „Jajunciek” |
| 2011 | 12–14 sierpnia | Wydarzenia dla dzieci                                | Spektakl „Rarytas” |
| 2011 | 12–14 sierpnia | Spotkania                                            | Szkoła Suki Biłgorajskiej – spotkanie, koncert Kapeli Butrynów |
| 2011 | 12–14 sierpnia | Spotkania                                            | Rumenok – opowieść o ziołach, ich właściwościach i magii |
| 2011 | 12–14 sierpnia | Spotkania                                            | Pieśni Bagien – głosy Polesia |
| 2011 | 12–14 sierpnia | Zwiedzanie                                           | Lubelscy przewodnicy |
| 2011 | 12–14 sierpnia | Zwiedzanie                                           | Noc Świątyń |
| 2011 | 12–14 sierpnia | Zwiedzanie                                           | Spotkanie Zachód-Wschód na rowerach |
| 2011 | 12–14 sierpnia | Zwiedzanie                                           | „Jidn in Lublin – Żydzi w Lublinie” |
| 2011 | 12–14 sierpnia | Warsztaty                                            | Letnia Szkoła Tkactwa Ludowego |
| 2011 | 12–14 sierpnia | Inne                                                 | Tajemnice dawnej fotografii – Portrety na szkle |
| 2011 | 12–14 sierpnia | Inne                                                 | Turniej Rycerski o Liść ze Srebrnego Drzewa w Lublinie |
| 2011 | 12–14 sierpnia | Inne                                                 | Jarmark Rękodzielniczy |
| 2010 | 12–15 sierpnia | Temat przewodni: rzeźba ludowa                       | Temat przewodni: rzeźba ludowa |
| 2010 | 12–15 sierpnia | Koncerty                                             | Kapela Stanisława Głaza z Dzwoli |
| 2010 | 12–15 sierpnia | Koncerty                                             | Zespół Śpiewaczy Majdaniacy |
| 2010 | 12–15 sierpnia | Koncerty                                             | Kapela Braci Dziobaków z Woli Destymflandzkiej |
| 2010 | 12–15 sierpnia | Koncerty                                             | Wsie Zwiozdy (Ukraina) |
| 2010 | 12–15 sierpnia | Koncerty                                             | Silska Muzyka (Ukraina) |
| 2010 | 12–15 sierpnia | Koncerty                                             | Chudynowychi (Ukraina) |
| 2010 | 12–15 sierpnia | Koncerty                                             | Teletuna (Portugalia) |
| 2010 | 12–15 sierpnia | Koncerty                                             | Zespół Ludowy Pulkelis (Litwa) |
| 2010 | 12–15 sierpnia | Koncerty                                             | Debreceni Nepi Együttes (Węgry) |
| 2010 | 12–15 sierpnia | Koncerty                                             | Kapela Krzysztofa Rokicińskiego (Polska) |
| 2010 | 12–15 sierpnia | Koncerty                                             | Kapela Zabużaki (Polska) |
| 2010 | 12–15 sierpnia | Koncerty                                             | Kapela Grodziszczoki (Polska) |
| 2010 | 12–15 sierpnia | Koncerty                                             | Kapela Wojciechowska (Polska) |
| 2010 | 12–15 sierpnia | Koncerty                                             | Westfalskie Koło Tańca Ludowego Muenster (Niemcy) |
| 2010 | 12–15 sierpnia | Koncerty                                             | Kapela Dudziarska Manugi (Polska) |
| 2010 | 12–15 sierpnia | Koncerty                                             | Pernik (Bułgaria) |
| 2010 | 12–15 sierpnia | Koncerty                                             | Scena in Crudo: Gody Koncert poświęcony tradycyjnej muzyce, pieśniom i obrzędom weselnym Europy Środkowej i Wschodniej |
| 2010 | 12–15 sierpnia | Koncerty                                             | Hollòènek Hungarica (Węgry) |
| 2010 | 12–15 sierpnia | Koncerty                                             | Orkiestra św. Mikołaja (Polska) |
| 2010 | 12–15 sierpnia | Koncerty                                             | Joryj Kloc (Ukraina) |
| 2010 | 12–15 sierpnia | Koncerty                                             | Trebunie-Tutki i Kinior Future Sound (Polska) |
| 2010 | 12–15 sierpnia | Koncerty                                             | Tiacziw Banda Kapela Maniowa (Zakarpacie – Ukraina) |
| 2010 | 12–15 sierpnia | Koncerty                                             | CzessBand (Polska) |
| 2010 | 12–15 sierpnia | Koncerty                                             | Hawok (Polska) |
| 2010 | 12–15 sierpnia | Koncerty                                             | Fanfary z Transylwanii (Rumunia) |
| 2010 | 12–15 sierpnia | Koncerty                                             | Potańcówka Jarmarkowa – oberki, mazurki, podróżniaki… Kołysanki ludowe na dobranoc |
| 2010 | 12–15 sierpnia | Koncerty                                             | XVII Ogólnopolski Przegląd Hejnałów Miejskich |
| 2010 | 12–15 sierpnia | Kino                                                 | Konopielka, reż. Witold Leszczyński |
| 2010 | 12–15 sierpnia | Kino                                                 | Boża Mój, reż. Galina Adamowicz |
| 2010 | 12–15 sierpnia | Kino                                                 | Andrzeja Bieńkowskiego filmy dokumentalne o ostatnich wiejskich muzykantach, spotkanie z autorem i koncert Zespołu śpiewaczego ze wsi Dziatłowicze (Białoruś) |
| 2010 | 12–15 sierpnia | Kino                                                 | Fotograf Polesia, reż. Andrzej Różycki |
| 2010 | 12–15 sierpnia | Kino                                                 | Stanisław Zagajewski, reż. Roman Wikieł; Narodowy Instytut Audiowizualny |
| 2010 | 12–15 sierpnia | Kino                                                 | Baca Blues, reż. Grażyna Bukowa |
| 2010 | 12–15 sierpnia | Wystawy                                              | Kupcy i handel w dawnym Lublinie |
| 2010 | 12–15 sierpnia | Wystawy                                              | Rzeźba ludowa |
| 2010 | 12–15 sierpnia | Wystawy                                              | Muzykanci – Wystawa fotografii Andrzeja Bieńkowskiego z lat 1980–2009 |
| 2010 | 12–15 sierpnia | Spektakle, widowiska i inscenizacje                  | Pieśń o Rolandzie |
| 2010 | 12–15 sierpnia | Spektakle, widowiska i inscenizacje                  | Spektakl obrzędowy U Garncarza Jadamka – Zespół Obrzędowy „Janowiacy” |
| 2010 | 12–15 sierpnia | Spektakle, widowiska i inscenizacje                  | Drzewo według Wiesława Myśliwskiego, reż. Stefan Szmidt |
| 2010 | 12–15 sierpnia | Spektakle, widowiska i inscenizacje                  | Trzej muszkieterowie |
| 2010 | 12–15 sierpnia | Spektakle, widowiska i inscenizacje                  | Niepokoje Średniowiecza – pokazy taneczno-teatralne w wykonaniu Zespołu Tańca Dawnego „Belriguardo” |
| 2010 | 12–15 sierpnia | Wydarzenia dla dzieci                                | Magiczny Port Teatru Wagabunda |
| 2010 | 12–15 sierpnia | Wydarzenia dla dzieci                                | Park Gier i Zabaw Tradycyjnych |
| 2010 | 12–15 sierpnia | Wydarzenia dla dzieci                                | Muzyczny plac zabaw |
| 2010 | 12–15 sierpnia | Wydarzenia dla dzieci                                | Samograjka – ludowe gry i zabawy dla dzieci z muzyką i tańcem na żyw |
| 2010 | 12–15 sierpnia | Zwiedzanie                                           | Legenda o kupcu gdańskim Henryku |
| 2010 | 12–15 sierpnia | Zwiedzanie                                           | Noc Świątyń |
| 2010 | 12–15 sierpnia | Warsztaty                                            | Letnia Szkoła Rzeźby Ludowej |
| 2010 | 12–15 sierpnia | Inne                                                 | Pokaz fire show grupy Sigillum Ignis |
| 2010 | 12–15 sierpnia | Inne                                                 | III Turniej Rycerski o Liść ze Srebrnego Drzewa w Lublinie |
| 2010 | 12–15 sierpnia | Inne                                                 | Henryk Wieniawski a tradycje instrumentalne Lubelszczyzny – wykład dr Ewy Grochowskiej |
| 2010 | 12–15 sierpnia | Inne                                                 | Festiwal Opowiadaczy Słowodaję |
| 2009 | 11–16 sierpnia | Temat przewodni: ceramika ludowa                     | Temat przewodni: ceramika ludowa |
| 2009 | 11–16 sierpnia | Koncerty                                             | Drewutnia (Polska) |
| 2009 | 11–16 sierpnia | Koncerty                                             | Holloenek Hungarica (Węgry) |
| 2009 | 11–16 sierpnia | Koncerty                                             | AtmAsfera (Ukraina) |
| 2009 | 11–16 sierpnia | Koncerty                                             | Maćko Korba Projekt (Polska) |
| 2009 | 11–16 sierpnia | Koncerty                                             | Beltaine (Polska) |
| 2009 | 11–16 sierpnia | Koncerty                                             | Słoma i Przedwietrze (Polska) |
| 2009 | 11–16 sierpnia | Koncerty                                             | Dacha Bracha (Ukraina) |
| 2009 | 11–16 sierpnia | Koncerty                                             | Krąg bębniarski – prowadzenie Słoma |
| 2009 | 11–16 sierpnia | Koncerty                                             | Orkiestra św. Mikołaja (Polska) |
| 2009 | 11–16 sierpnia | Koncerty                                             | Występy kapel ludowych z Polski, Białorusi, Ukrainy, Litwy, Bułgarii, Węgier |
| 2009 | 11–16 sierpnia | Koncerty                                             | XVI Ogólnopolski Przegląd Hejnałów Miejskich |
| 2009 | 11–16 sierpnia | Koncerty                                             | Oberkowa noc tańca |
| 2009 | 11–16 sierpnia | Kino                                                 | Muzyka żydowska w pamięci wiejskich muzykantów, reż. A. Bieńkowski |
| 2009 | 11–16 sierpnia | Kino                                                 | Ostatni wiejscy muzykanci, reż. A. Bieńkowski |
| 2009 | 11–16 sierpnia | Spektakle, widowiska i inscenizacje                  | Spektakl „Klątwa” wg Stanisława Wyspiańskiego w reż. J. Opryńskiego |
| 2009 | 11–16 sierpnia | Spektakle, widowiska i inscenizacje                  | Wieczór opowieści „Słowodaję” |
| 2009 | 11–16 sierpnia | Wystawy                                              | Norbert Roztocki – Konteksty |
| 2009 | 11–16 sierpnia | Wystawy                                              | Andrzej Bieńkowski – Cztery strony Rawy |
| 2009 | 11–16 sierpnia | Wystawy                                              | Andrzej i Małgorzata Bieńkowscy – Ukraina |
| 2009 | 11–16 sierpnia | Wystawy                                              | Mieczysław Gaja – Rzeźby |
| 2009 | 11–16 sierpnia | Zwiedzanie                                           | Wędrówka Śladami Unii Lubelskiej |
| 2009 | 11–16 sierpnia | Zwiedzanie                                           | Noc Świątyń 2009 |
| 2009 | 11–16 sierpnia | Warsztaty                                            | Letnia Szkoła Ceramiki Ludowej |
| 2009 | 11–16 sierpnia | Wydarzenia dla dzieci                                | Gry i zabawy staropolskie – Port Magiczny Teatru Wagabunda |
| 2009 | 11–16 sierpnia | Inne                                                 | Mistrzostwa Polski Palanta Sportowego |
| 2009 | 11–16 sierpnia | Inne                                                 | II Turniej Rycerski o Liść ze Srebrnego Drzewa w Lublinie |
| 2008 | 14–17 sierpnia | Koncerty                                             | Hollòènek Hungarica (Węgry) |
| 2008 | 14–17 sierpnia | Koncerty                                             | Tołhaje (Polska) |
| 2008 | 14–17 sierpnia | Koncerty                                             | Balkan Sevdah (Polska) |
| 2008 | 14–17 sierpnia | Koncerty                                             | Chutir (Polska) |
| 2008 | 14–17 sierpnia | Koncerty                                             | Nagual (Białoruś) |
| 2008 | 14–17 sierpnia | Koncerty                                             | Dikanda (Polska) |
| 2008 | 14–17 sierpnia | Koncerty                                             | Orkiestra św. Mikołaja (Polska) |
| 2008 | 14–17 sierpnia | Koncerty                                             | Występy kapel ludowych z Polski, Ukrainy, Białorusi, Litwy, Bułgarii, Węgier |
| 2008 | 14–17 sierpnia | Koncerty                                             | XV Ogólnopolski Przegląd Hejnałów Miejskich |
| 2008 | 14–17 sierpnia | Koncerty                                             | Wieczór oberkowy |
| 2008 | 14–17 sierpnia | Zwiedzanie                                           | Noc Świątyń 2008 |
| 2008 | 14–17 sierpnia | Zwiedzanie                                           | Noc Jagiellońska 2008 |
| 2008 | 14–17 sierpnia | Inne                                                 | Gry i zabawy staropolskie |
| 2008 | 14–17 sierpnia | Inne                                                 | Turniej Rycerski o Liść ze Srebrnego Drzewa w Lublinie |
| 2007 | 15–19 sierpnia | Koncerty                                             | Kwartet Jorgi |
| 2007 | 15–19 sierpnia | Koncerty                                             | Klechdy Pogranicza |
| 2007 | 15–19 sierpnia | Koncerty                                             | Zumba – muzyka gruzińska |
| 2007 | 15–19 sierpnia | Koncerty                                             | Orkiestra pw. Św. Mikołaj |
| 2007 | 15–19 sierpnia | Koncerty                                             | Koncerty zespołów folkowych z: Bułgarii, Ukrainy, Francji, Litwy, Niemiec, Polski, Portugalii, Węgier |
| 2007 | 15–19 sierpnia | Koncerty                                             | XIV Ogólnopolski Przegląd Hejnałów Miejskich |
| 2007 | 15–19 sierpnia | Spektakle, widowiska i inscenizacje                  | Spektakl Narcyz – Teatr im. Łesia Kurbasa |
| 2007 | 15–19 sierpnia | Spektakle, widowiska i inscenizacje                  | Widowisko Ożywienia Kaplicy Św. Trójcy |
| 2007 | 15–19 sierpnia | Spektakle, widowiska i inscenizacje                  | Spektakl uliczny Fiesta Płaskorzeźb |
| 2007 | 15–19 sierpnia | Spektakle, widowiska i inscenizacje                  | Inscenizacja Słowiańskiego Grodziska – pokazy średniowiecznego życia grodowego |
| 2007 | 15–19 sierpnia | Spektakle, widowiska i inscenizacje                  | Jagielloński Turniej Rycerski – Turniej Miecza Bojowego z udziałem grup z Ukrainy, Litwy i Polski |
| 2007 | 15–19 sierpnia | Spektakle, widowiska i inscenizacje                  | Pokazy bractw rycerskich z Polski i formacji bojowych ze Wschodu |
| 2007 | 15–19 sierpnia | Zwiedzanie                                           | Noc Świątyń 2007 |
| 2007 | 15–19 sierpnia | Zwiedzanie                                           | Zwiedzanie miasta Śladami Jagiellonów |
| 2007 | 15–19 sierpnia | Zwiedzanie                                           | Zwiedzanie traktu krakowsko-wileńskiego w Lublinie |
| 2007 | 15–19 sierpnia | Inne                                                 | Wystawa Trakt Kraków – Lublin – Wilno. Dawniej i dziś |
| 2007 | 15–19 sierpnia | Inne                                                 | Panel dyskusyjny pt. Narodziny miasta Lublina |
| 2007 | 15–19 sierpnia | Inne                                                 | Prezentacja i degustacja kuchni regionalnych z Łucka i Lublina |